# Лондон
Ло́ндон (англ. London МФА: [ˈlʌndən]о файле) — столица и крупнейший город Англии и Великобритании. Административно образует регион Англии Большой Лондон, разделённый на 33 самоуправляемых территории (см. боро Лондона). Население города в 2023 году составляло 9 648 110 человек. Образует агломерацию Большой Лондон и более обширный метрополитенский район. Расположен на юго-востоке острова Великобритания, на равнине в устье Темзы, вблизи Северного моря. Главный политический, экономический и культурный центр Соединённого Королевства.
Относится к глобальным городам высшего ранга и ведущим мировым финансовым центрам. Экономика Лондона составляет пятую часть экономики страны. По объёму ВРП занимает 5-6-е место среди региональных агломераций мира. Один из привлекательнейших городов для инвестиций, в его юрисдикции зарегистрировано наибольшее число международных торговых компаний и лиц со сверхкрупным чистым капиталом среди всех городов мира.
Основан римлянами вскоре после их вторжения на Британские острова в 43 году н. э. Приблизительно с 100 года н. э. — столица римской Британии, с XI—XII столетий — Англии, с 1707 года — Великобритании, с XVI по XX век — Британской империи. С 1825 по 1925 год Лондон был крупнейшим городом мира.
Исторический центр города, образованный районами Вестминстер и Сити, сложился в викторианскую эпоху. Среди немногих построек, уцелевших после пожара 1666 года, — средневековая цитадель Тауэр.
В 2020 году, в ознаменование 80-летия «Речи 18 июня» генерала де Голля, Лондон отмечен орденом Почётного легиона.

## Этимология названия

До 1889 года Лондоном официально назывался только Сити, границы которого практически не менялись со времён римлян

Название Лондона восходит к названию города римского времени «Лондиниум» (лат. Londinium), происхождение которого неясно. Считается, что оно является доримским, заимствованным в тех местах, где и поныне стоит Лондон. Первое, эпиграфическое его упоминание относится ко времени около 70 года (лат. Londinio — «в Лондиниум»). Полвека спустя название города — «Лондиниум» (лат. Londinium) встречается у Тацита, около середины II века — у Птолемея (др.-греч. Λονδίνιον «Лондинион»). Незадолго до ухода с острова, около 368 года, римляне переименовали город в Авгу́сту. В документах VII—IX веков поселение неподалёку от прежнего Лондиниума обозначено как Лунденвик (др.-англ. Lundenwic). На серебряных монетах первой половины VIII века присутствуют надписи de Lundonia. В конце IX столетия саксы восстановили прежний римский город, называвшийся теперь Лунденбурхом (др.-англ. Lundenburh).
Исторически первым, кто попытался объяснить происхождение названия Лондона, был Гальфрид Монмутский, который связывал его с легендарным королём по имени Луд. В настоящее время насчитывается по меньшей мере два десятка различных интерпретаций названия столицы Британии. В большинстве из них оно рассматривается как состоящее из двух корней, второй из которых чаще всего объясняется как «город» либо «крепость», первый же едва ли не во всех случаях разный. На территории Лондона, однако, не найдено следов сколько-нибудь заметных поселений доримского времени. Это значит, что в исходной своей форме название его, скорее всего, представляло собой название какого-либо урочища.

## История
Хотя на территории современного Лондона были обнаружены следы пребывания человека задолго до прихода римлян, свидетельства существования постоянного доисторического поселения на месте будущего Лондиниума не найдены.

### Римский период

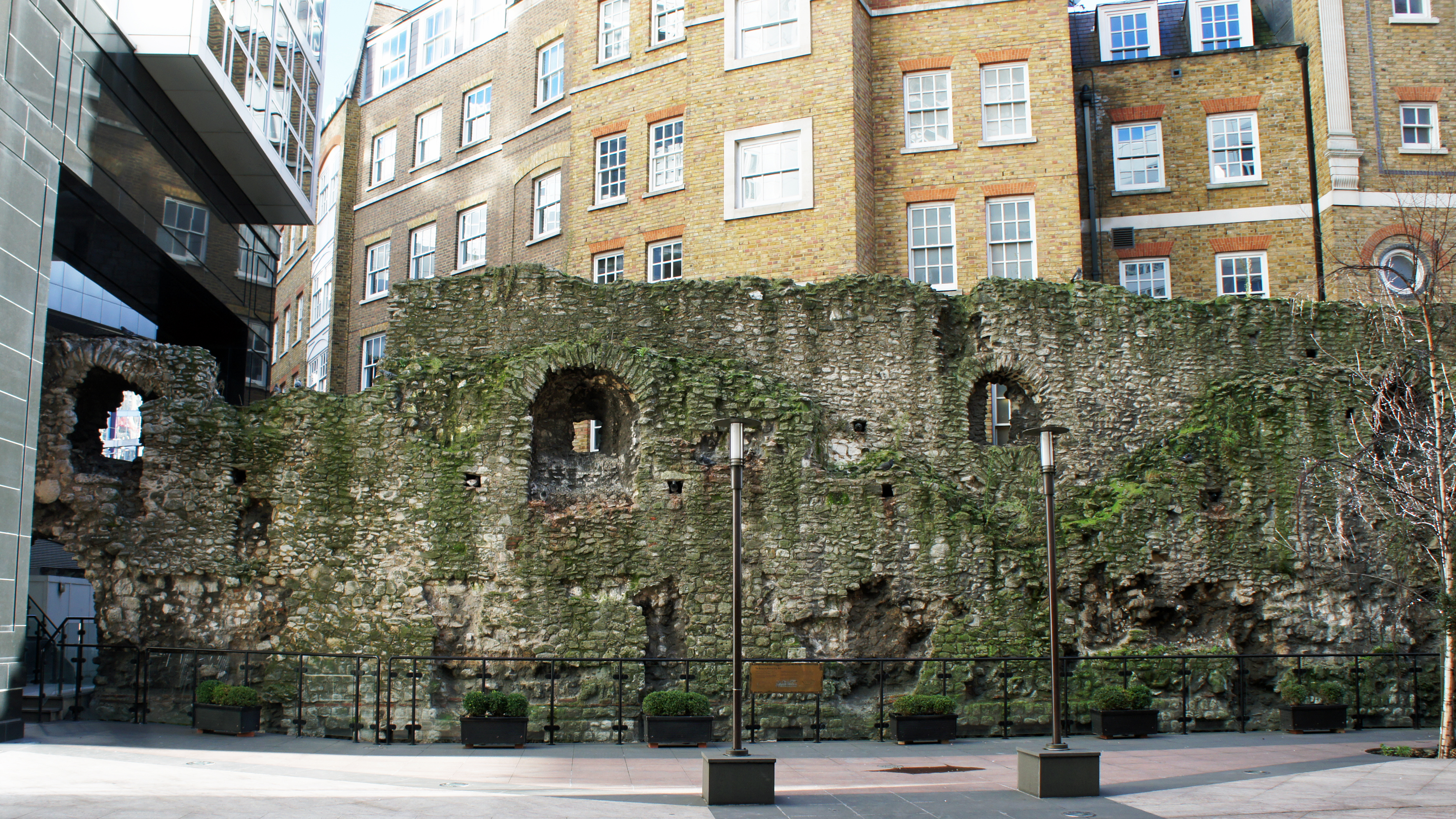
Остатки римской стены

Лондиниум был основан римлянами после их третьего вторжения на Британские острова в 43 году н. э. Поселение на северном берегу Темзы при впадении в неё речушки Уолбрук должно было защищать деревянный мост, построенный через Темзу. Римляне, вероятно, продвигались с побережья моря вглубь острова по дороге, проходившей через брод в районе нынешнего Вестминстерского моста.
Зимой 60-61 годов бритты, воспользовавшись переброской римских войск на остров Англси, подняли восстание и, возглавленные королевой Боудиккой, разрушили Камулодун — первую столицу римской Британии, после чего сожгли и Лондиниум. Город, однако, был восстановлен и позднее стал новой её столицей. На рубеже II—III веков он был обнесён шестиметровой оборонительной стеной; площадь города составляла тогда одну квадратную милю. В III веке, после разделения Британии на две части — Верхнюю и Нижнюю, — Лондиниум стал столицей Верхней Британии. В конце IV века она была разделена вновь и город был выбран центром провинции Максима Цезарейская.
В 410 году римляне покинули и Британию, и Лондиниум. К концу этого века он тоже был оставлен.

### Средневековье

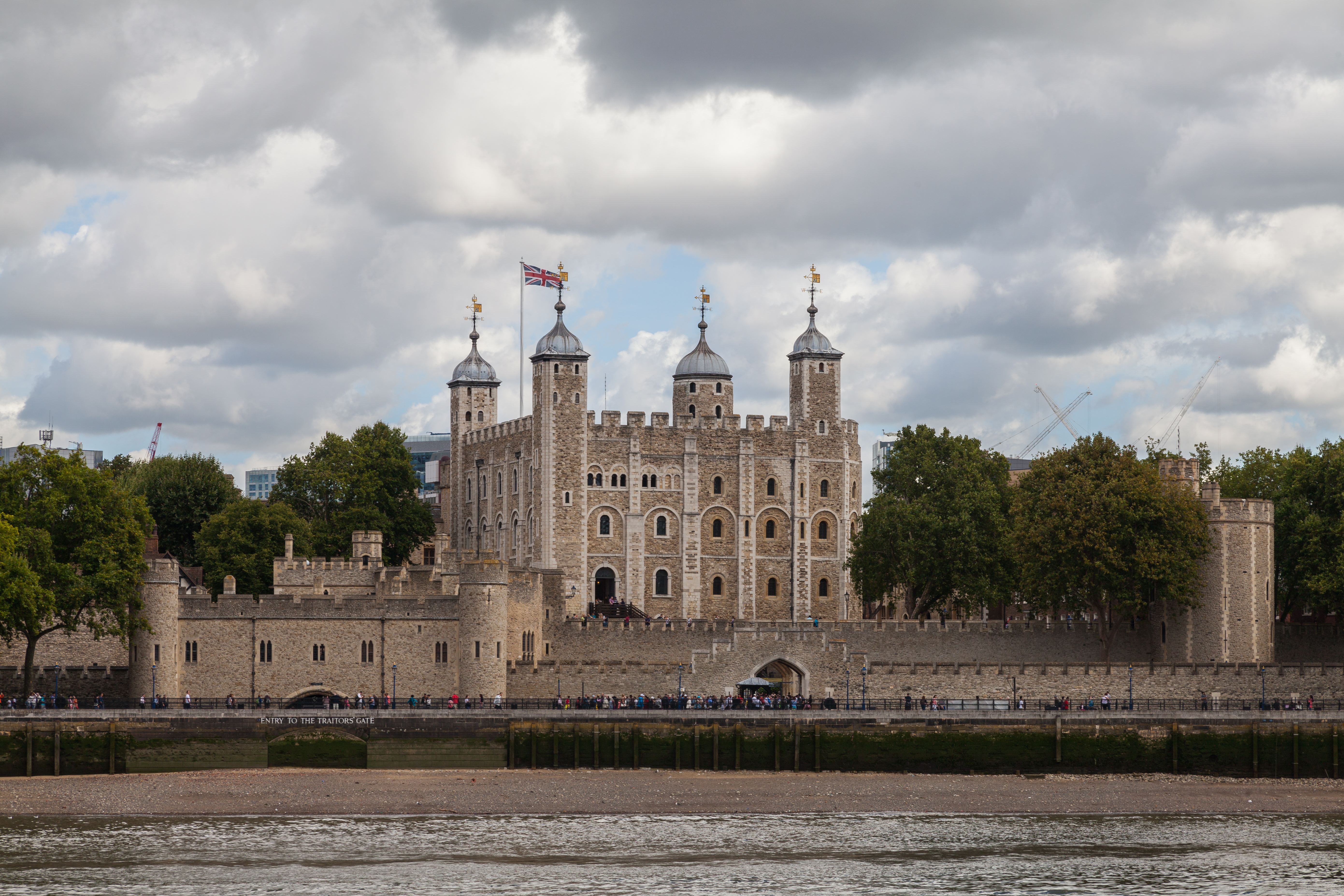
Тауэр

В VI—VII веках в миле западнее Лондиниума саксы основали город Лунденвик (др.-англ. wīc «селение, город»), ставший столицей Восточносаксонского королевства. После принятия королём Эссекса Сабертом христианства в 604 году в черте Лондиниума разместилась кафедра первого епископа восточных саксов Меллита и был заложен собор Святого Павла. В VIII веке эти территории перешли под власть королевства Мерсии. В 842 и 851 годах Лунденвик подвергся нападениям викингов. В 871 году в Лондинии зимовала «великая языческая армия» викингов, завоевавшая половину Англии, и до 886 года эти места оставались в руках датчан.

В 886 году Лунденвик отошёл к западносаксонскому королю Альфреду Великому, который перенёс это поселение в Лондиний, теперь — Лунденбурх. С 1013 по 1042 год последний вновь находился под властью датчан. Вскоре англосаксонский король Эдуард Исповедник перенёс свою резиденцию в западный пригород Лунденбурха на остров Торни, ныне район Вестминстер (от англ. west «запад» и minster «монастырская церковь»), где восстановил старое аббатство и основал королевский дворец. Таким образом, Лондон разделился на две основных части: собственно город — Сити, со временем превратившийся в деловой район Лондона, и Вестминстер — место пребывания короля, а позднее — парламента.

Герб Лондона с 1381 года, ныне — щит герба Сити

После победы норманнов в битве при Гастингсе в Вестминстерском аббатстве состоялась коронация Вильгельма Завоевателя. Новый король Англии подтвердил свободы Лондона, исключив город из всеобщей переписи покорённого населения. На берегах Темзы на случай восстания норманны возвели Тауэр и другие оборонительные сооружения.
В 1189 году была учреждена должность выборного мэра Лондона. На рубеже XII—XIII веков из древней англосаксонской столицы Винчестер казначейство переехало в Вестминстер, и Лондон со временем превратился в столицу Англии. К 1209 году был построен первый каменный Лондонский мост, простоявший более пятисот лет. В 1216 году во время гражданской войны в город в последний раз вошла иностранная армия французов во главе с принцем, выступивших на стороне знати против короля. Таким образом, Лондон является единственной европейской столицей, которая не была захвачена врагом ни разу за последние почти 8 веков. В 1320 году на берегу Темзы основался «Стальной двор» — одна из контор немецких купцов Ганзы, просуществовавшая до 1598 года.
В 1348 году Лондон был охвачен эпидемией чумы, от которой вымерло до половины населения города. К 1380 году в городе проживало около 50 тысяч жителей. Эпидемия стала косвенной причиной крестьянского восстания 1380 года под предводительством Уота Тайлера, во время которого Лондон подвергся разграблению.

### XVI—XVII века
С приходом к власти династии Тюдоров в Англии началась эпоха абсолютной монархии. Централизация власти в руках короля привела к тому, что столица стала развиваться и богатеть ещё быстрее, чем раньше. Благоприятно отразились на городе времена правления Генриха VIII и Эдуарда VI — были основаны знаменитые лондонские парки Гайд-парк и Кенсингтон-гарден и открыто несколько крупных больниц.
Реформация, произошедшая в Англии при Генрихе VIII, не закончилась, в отличие от других стран, кровопролитием: здесь церковные преобразования контролировались королём и были инициированы «сверху», а не «снизу», как в большинстве других стран. После Реформации около половины площади Лондона было занято религиозными сооружениями, и примерно треть населения составляли монахи. Ситуация изменилась в 1538—1541 годах, после того, как Генрих VIII издал закон о главенстве короля над церковью. После этого значительная часть церковного имущества была конфискована и передана в руки королю и его ближайшим вассалам.

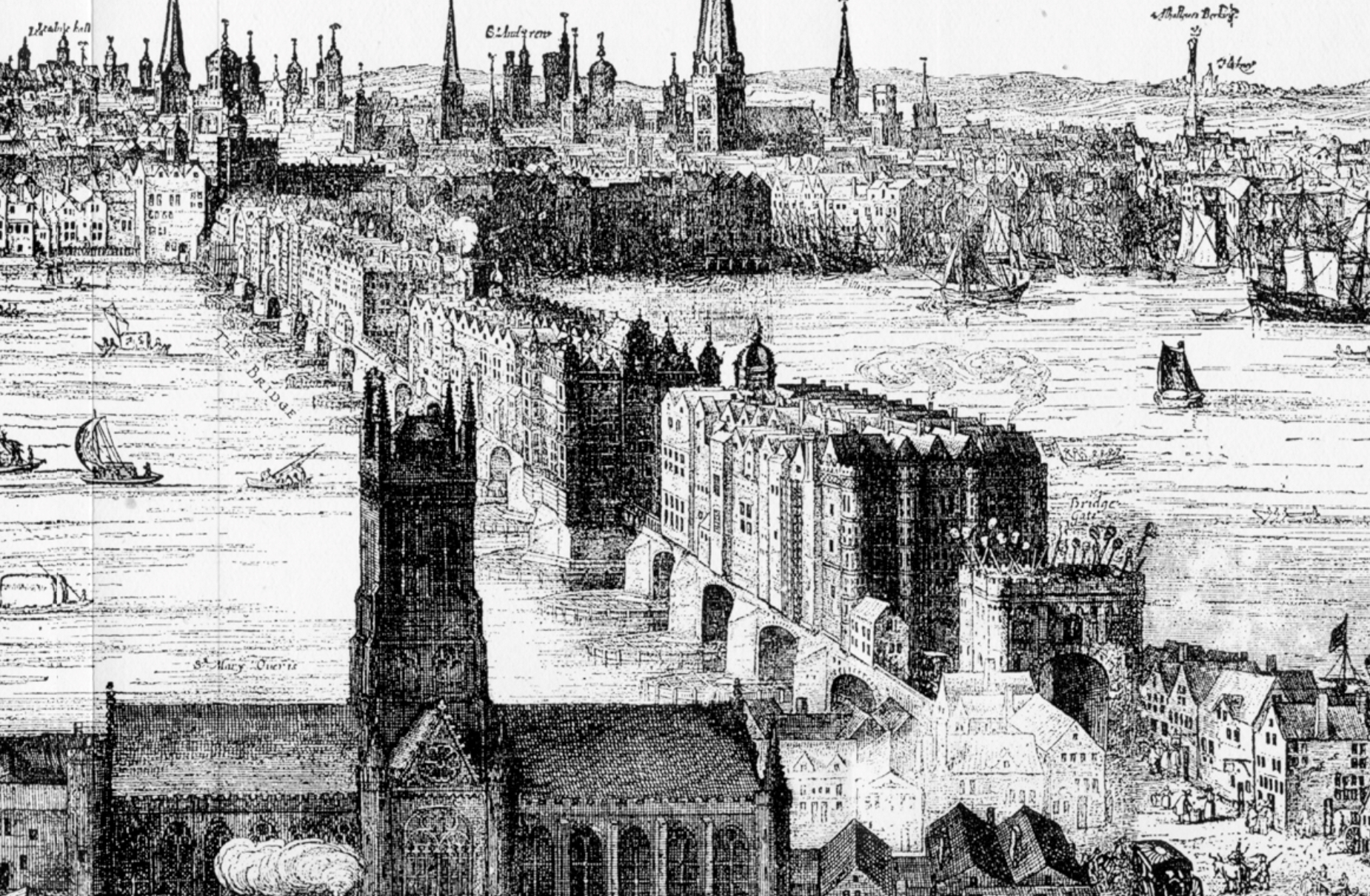
Лондонский мост, XVII век

Лондон развился до одного из крупнейших торговых центров Европы. В городе процветали малые предприятия, а крупные английские владельцы вели свою торговлю по всему миру — от России до Америки. В частности, королева Елизавета I принимала послов из Русского царства в садах пригородов Лондона Ричмонде. Создавались гигантские компании, такие, как Ост-Индская в 1600 году. После того как в 1572 году испанцы захватили и разграбили крупный голландский город Антверпен, Лондон стал крупнейшим центром торговли на Северном море. Стремительно увеличивалось население столицы — с 50 тыс. человек в 1530 году до 225 тыс. в 1605 году. Также в XVI веке появились первые карты Лондона. Появились первые публичные театры, самым популярным из которых стал «Глобус», в котором шли пьесы Уильяма Шекспира.
В XVI веке в Вест-Энде начали селиться аристократы и придворные. Вскоре район стал одним из самых престижных мест города. До сих пор дом в Вест-Энде является пропуском в высший свет Лондона.
Во время Английской гражданской войны Лондон занял сторону Парламента. Были созданы войска ополчения и возведены оборонительные укрепления, чтобы защитить город от роялистов, которые чем дальше, тем ближе продвигались к столице — битва при Брентфорде произошла всего в нескольких милях от Лондона. Однако хорошо организованная оборона не позволила королевским войскам взять город, что и сыграло решающую роль в войне — хранившиеся в Лондоне богатства помогли Парламенту одержать победу.
В Лондоне, как и во всех европейских городах того времени, отсутствовали канализация и система здравоохранения, к тому же город был сильно перенаселён, и поэтому там регулярно вспыхивали эпидемии со многими сотнями, а порой и тысячами жертв. Но самая страшная случилась в середине XVII века, в 1665—1666 годах. В Англии её называют Великой чумой (англ. The Great Plague). В Лондоне жертвами эпидемии стали примерно 60 тыс. человек (пятая часть города). Сэмюэл Пипс, хроникёр города, записал 4 сентября 1665 года следующее: «За неделю умерло более 7400 человек, из них 6000 — от чумы. День и ночь почти без перерыва с улицы доносится погребальный звон церковных колоколов».

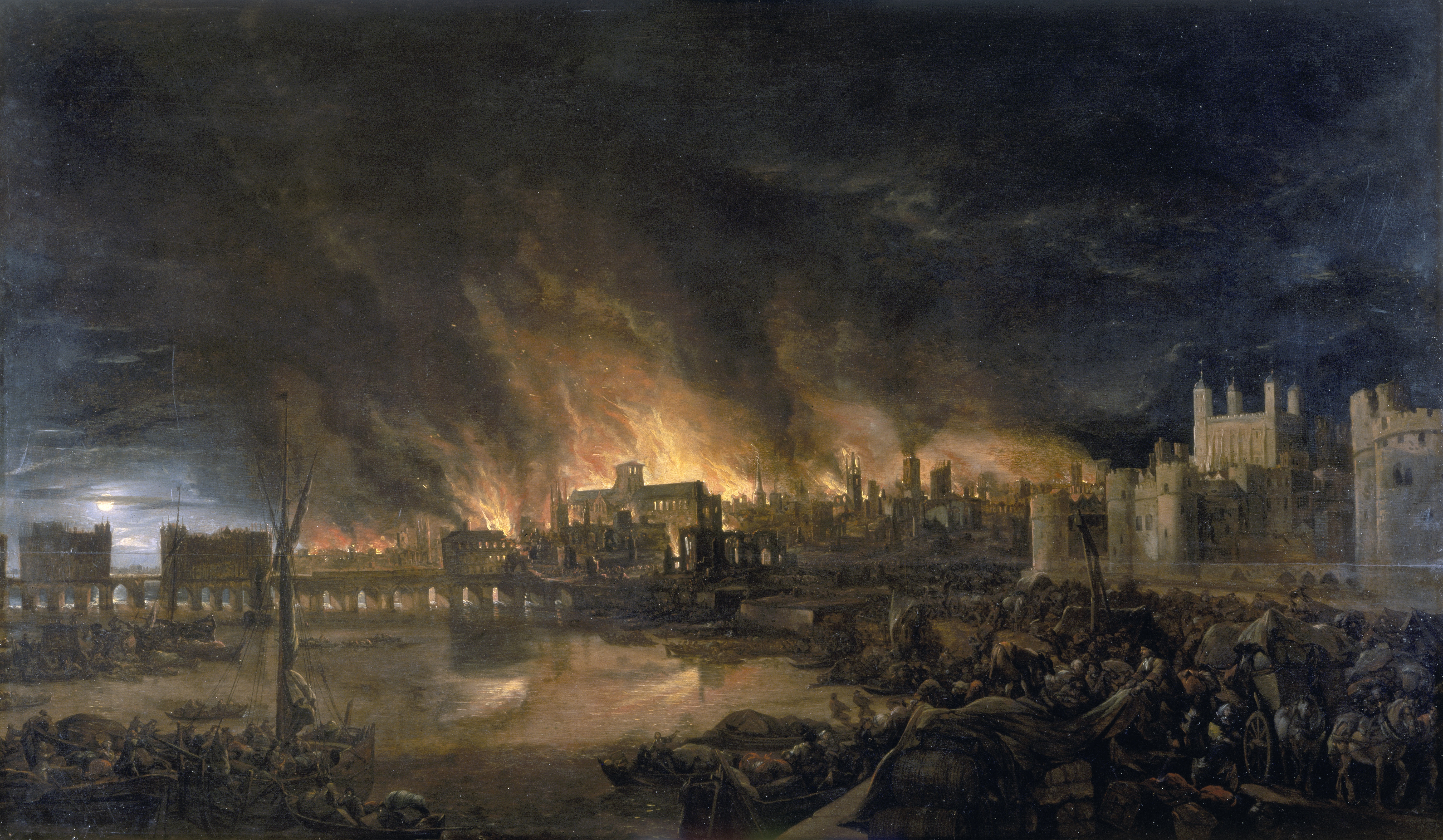
Великий пожар 1666 года

Сразу после окончания эпидемии случилась ещё одна катастрофа — Великий лондонский пожар 1666 года. Если Великая чума покосила население Лондона, то пожар нанёс серьёзный материальный ущерб, уничтожив 13,2 тыс. домов (около 60 % города) и 87 церквей (в том числе старый собор Святого Павла). При этом в огне погибло всего восемь человек, зато многие остались без дома и лишились всех средств к существованию.
В 1688 году армия правителя республики Нидерландов Вильгельма Оранского высадилась в Англии. 17 декабря 1688 года голландские войска заняли Лондон. Английский король бежал во Францию, а Вильгельм провозгласил себя новым королём Великобритании.
После восстановления Лондон окончательно превратился в финансовую столицу мира. В 1694 году открылся Банк Англии, позволивший стране ещё увеличить своё влияние на мировую экономику. В 1700 году 80 % импорта и 69 % экспорта Англии приходилось на Лондон, а население города превышало 500 тыс. человек.
В XVIII веке, в эпоху Просвещения, получили широкое распространение пресса и литература. С тех пор центром издательской жизни Лондона стала улица Флит-стрит. В том же веке был отмечен рост преступности в столице, из-за чего были ужесточены наказания: даже за незначительное преступление теперь грозила смертная казнь. В конце XVII века Лондон стал одним из технологических центров Европы, о чём свидетельствует посещение города великим посольством, членом которого был под именем Петра Михайлова и царь Пётр I, который, в частности, посетил там несколько заводов и Гринвичскую обсерваторию.

### XVIII—XIX века

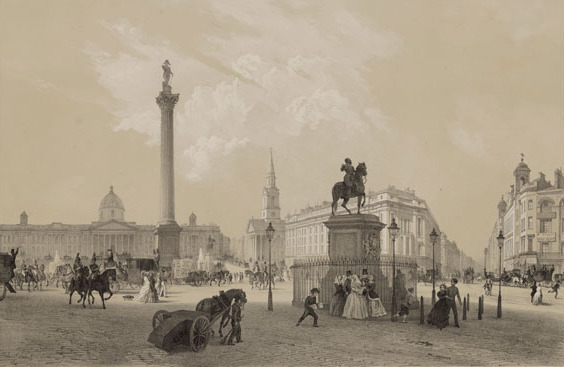
Лондон в романах Ч. Диккенса предстаёт мрачным городом

К 1700 году Лондон превратился в крупнейший город Европы. В 1707 году Лондон приобрёл статус столицы Великобритании, нового государства, созданного посредством объединения Англии и Шотландии. В том же XVIII веке были построены новый собор Святого Павла и Букингемский дворец — символы современного Лондона, а также Вестминстерский мост, который стал всего лишь вторым мостом в Лондоне через Темзу. В 1719 году основан Вестминстерский госпиталь. К концу XVIII века население Лондона достигло миллиона человек.
Лондон XIX столетия — город контрастов. С одной стороны, он был столицей крупнейшего государства в мире — Британской империи, экономическим и политическим центром мира, а с другой — городом, где в трущобах, практически без средств к существованию, жили миллионы бедняков.
XIX век — эпоха стремительной индустриализации и урбанизации в странах Европы и Северной Америки. В этом столетии в Лондоне было построено огромное количество новых фабрик и заводов, а население увеличилось в 6 раз. В XIX веке Лондон был самым большим городом мира, к 1900 году его население составляло около 6 млн человек. В столице появились целые промышленные районы, и самый известный из них — Ист-Энд, ставший противоположностью фешенебельного Вест-Энда.
В XIX веке в облике Лондона произошли кардинальные изменения. В 1836 году была открыта первая железная дорога, соединившая Лондонский мост и Гринвич, и меньше чем за 20 лет открылось 6 вокзалов. В 1863 году в Лондоне появилось первое в мире метро. Кроме того, в XIX веке были построены Часовая башня, Альберт-холл, комплекс Трафальгарской площади, Тауэрский мост. Впервые за всю историю существования Лондона появилась канализация (см. Великое зловоние).
В XIX веке Лондон стал центром русской свободной печати — в нём издавались журналы «Колокол», «Накануне», «Народоволец», «Хлеб и воля», которые потом тайно передавались в Россию. В Лондоне в то время образовалась немалая русская колония. Наиболее известные русские лондонцы XIX века — Александр Иванович Герцен и Николай Платонович Огарёв.
В XIX веке была реформирована система городского самоуправления, так как старая система, существовавшая ещё со Средних веков, явно не отвечала требованиям разросшегося мегаполиса. В 1855 году был создан Столичный комитет по работам (англ. Metropolitan Board of Works), контролировавший городское строительство и создание инфраструктуры. В 1888 году этот орган ликвидировали, а административные функции были впервые возложены на выборный орган — Совет Лондонского графства.
В 1851 году Лондон принял всемирную выставку.
В середине века Лондон впервые столкнулся с массовой иммиграцией. Особенно большой приток приезжих шёл из Ирландии. Также в городе образовалась большая еврейская община.
Лондон стал одним из центров мировой моды в XIX веке. Столица Великобритании, в отличие от Парижа или Милана, приобрела известность благодаря мужской моде. Улицей модных мастерских стала Сэвил-Роу. К началу XIX века относится появление стиля денди, распространившегося по всей Европе.

### XX — начало XXI века

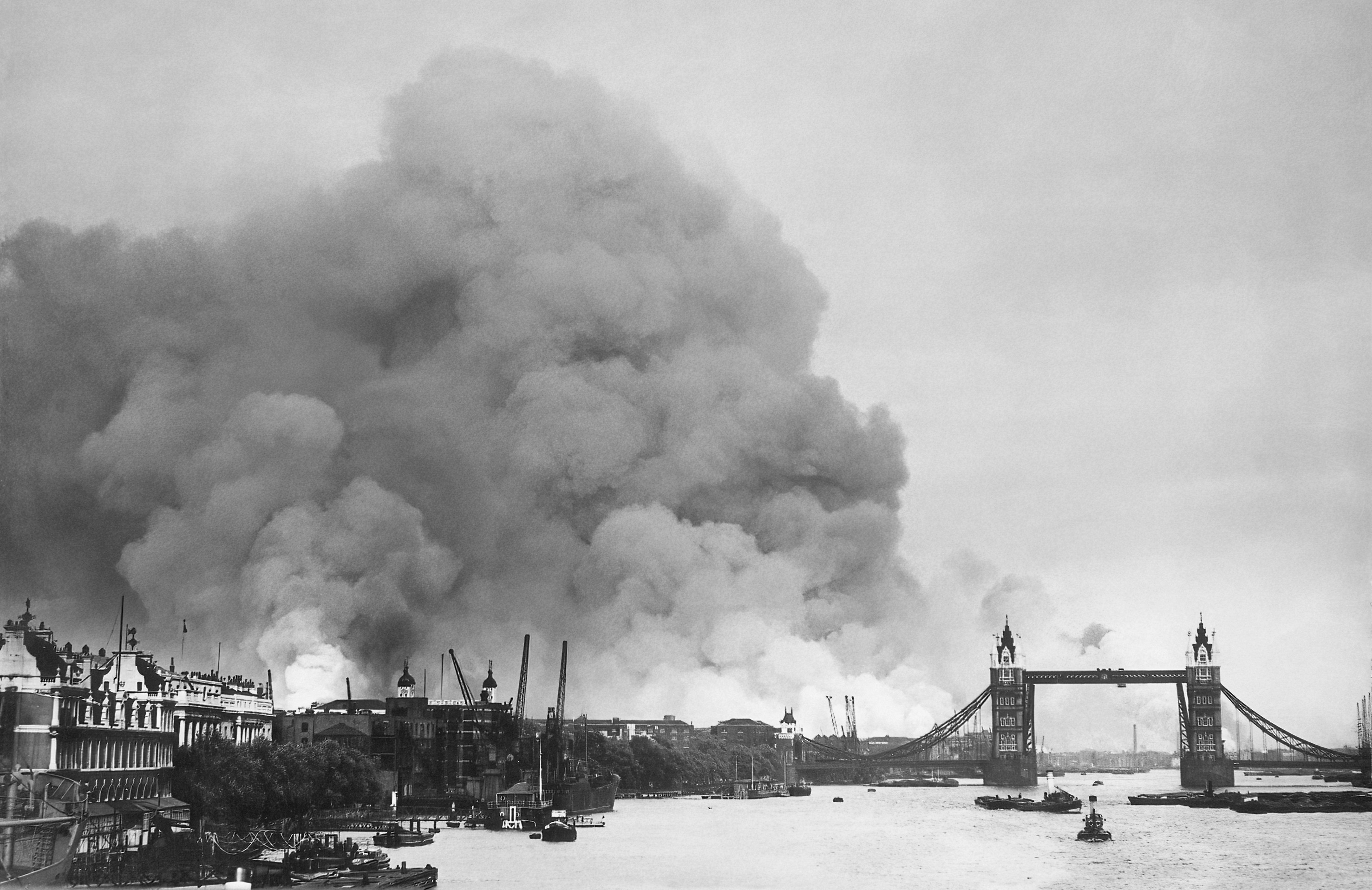
Бомбардировки Лондона, 1940 год

Первая мировая война на время приостановила развитие Лондона. Город впервые подвергся авианалётам. В период между двумя мировыми войнами Лондон продолжал увеличиваться, но больше по площади, а не по населению.
Великобритания стала прибежищем для эмигрантов из России и в XX веке. В 1903 году в Лондоне прошёл второй съезд запрещённой партии РСДРП, на котором она разделилась на большевиков и меньшевиков. Поэтому после революции 1917 года в Лондон приехали такие эмигранты, как Павел Николаевич Милюков.
В 1930-е годы многие жители города пострадали из-за Великой депрессии: сильно вырос уровень безработицы, упал уровень жизни. Отсутствие действий со стороны властей привело к появлению множества радикальных партий как левого, так и правого направления. Большинство из них базировалось в рабочем Ист-Энде. В Парламенте Великобритании получили несколько мест коммунисты, широкой поддержкой пользовался и Британский союз фашистов. Кульминацией борьбы между левыми и правыми стала так называемая «Битва на Кейбл-стрит» — уличные бои между политическими экстремистами обоих флангов и полицией.
В те же 1930-е в Лондон из нацистской Германии бежали многие евреи. Во время Второй мировой войны столица Великобритании подвергалась неоднократным авиабомбардировкам, самые тяжёлые из которых пришлись на сентябрь 1940 года и май 1941 года. Многие жители были эвакуированы из столицы. Бомбоубежищами служили станции метрополитена. Всего за время войны в Лондоне её жертвами стали 30 тыс. мирных жителей, 50 тыс. получили ранения, десятки тысяч домов были разрушены.
Сразу после войны Лондон во второй раз принял Олимпийские игры (1948).
В послевоенное время Лондон утратил статус крупнейшего порта Великобритании, так как оборудование доков устарело, и порт не мог обслуживать большие грузовые корабли. Водные терминалы Лондона были перенесены в близлежащие города Феликстау и Тилбери, а район Доклендс в 1980-е был перестроен — теперь там находятся офисы и многоквартирные дома.
В 1952 году — Великий смог, крайне вредная смесь тумана и дыма промышленного происхождения, на пять дней спустился на Лондон. Вскоре концентрация в воздухе продуктов горения стала такой высокой, что за последующие недели в городе от смога погибли около 4 тыс. человек, а ещё 8 тыс. стали жертвами катастрофы в последующие несколько месяцев. Произошедшее заставило власти всерьёз заняться этой проблемой, в результате чего был издан общегосударственный закон «О чистом воздухе» (1956), который ввёл ряд мер по снижению уровня загрязнения воздуха, особенно путём введения «зоны контроля дыма» в некоторых городах, предусматривал переход на такие источники тепла как электричество и газ, а также меры по передислокации электростанций в более отдалённые от городов территории, а также аналогичный городской закон (1954).

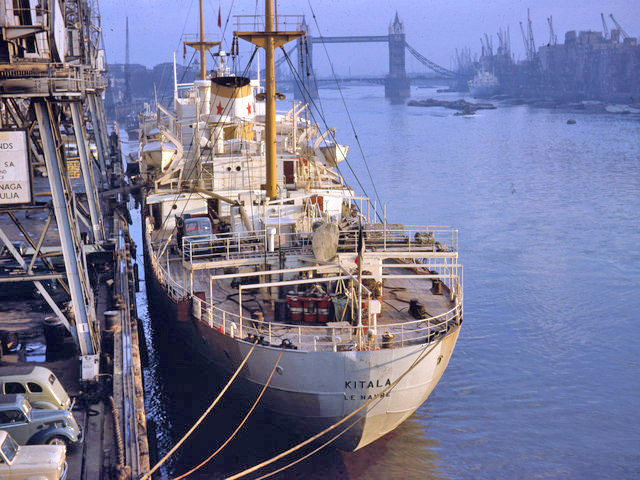
Лондонский Пул в начале 1960-х годов: порт ещё оставался в черте города

В 1960-е, благодаря популярным музыкальным коллективам вроде Beatles и Rolling Stones, город стал одним из мировых центров молодёжной субкультуры (получив прозвище «Свингующий Лондон»). Свингующий Лондон (англ. Swinging London) — это лондонская молодёжная субкультура в 1960-е годы. Термин родился в 1966 году благодаря статье в журнале «Time». Этот период характеризуется отказом молодёжи от традиционных ценностей, гедонизмом и оптимизмом. Период «свингующего Лондона» отразился на музыке, литературе, изобразительном искусстве, не говоря уж о стиле жизни. Настоящими культурными иконами этого времени стали рок-музыканты The Beatles, литературный персонаж Яна Флеминга Джеймс Бонд, автомобиль Mini. Период свингующего Лондона закончился примерно в 1967 году, когда на смену ему явилась субкультура хиппи, пришедшая с западного побережья США.
В 1966 году сборная Англии выиграла в финале на стадионе «Уэмбли» Чемпионат мира по футболу.
Второй виток популярности английской моды пришёлся на начало 1960-х годов, когда в западноевропейском обществе произошла культурная революция. На первое место вышли дисгармония, асимметрия, выражавшие протест против консервативного буржуазного уклада жизни. Получает развитие стиль casual, он быстро становится популярным в кругу различных молодёжных движений: моды, скинхеды, футбольные хулиганы. Новатором стиля выступил Бен Шерман, кроме того, большой популярностью пользовался теннисист в отставке Фред Перри, британский аналог француза Рене Лакоста, который тоже когда-то с ракеткой наперевес завоёвывал всевозможные теннисные награды, а на пенсии посвятил себя моде. Ведущими дизайнерами молодёжной моды стали Мэри Куант и Барбара Хуланицки. 1970-е стали эпохой панков. Лидером среди английских дизайнеров стала Вивьен Вествуд. Современные ведущие дизайнеры британской моды — Пол Смит, Александр Маккуин, Джулиан Макдональд, Стелла Маккартни.
Мишенью для террористов Лондон стал в 1970-е, когда город впервые подвергся атакам Ирландской республиканской армии. Эти атаки регулярно повторялись до конца XX века, после чего на смену ирландцам пришла группировка Аль-Каида, организовавшая серию взрывов в лондонском общественном транспорте 7 июля 2005 года.
С середины XX века, несмотря на приток иммигрантов из стран Содружества (особенно из Индии, Пакистана и Бангладеш), население города начало сокращаться, уменьшившись с почти 9 до 7 млн человек в 1980-е, после чего оно стало медленно расти.
В начале 1960-х годов Лондон оставался крупным индустриальным центром страны с развитой лёгкой промышленностью, около трети занятого населения работало в доках и на производствах, связанных с портом. К концу XX века город совершил переход от индустриальной к постиндустриальной экономике. В то же время возникает лондонский мультикультурный английский.
Новое тысячелетие Лондон встретил открытием нескольких новых зданий, таких как Купол миллениума (Millennium Dome) и Лондонский глаз (London Eye), колесо обозрения, ставшее новым символом города. В начале XXI века Лондон добился права на проведение Олимпийских игр 2012 года. Столица Великобритании стала первым городом, трижды принявшим Олимпиаду. В 2004 году был принят план по развитию города. В июле 2005 года Лондон стал объектом террористических атак со стороны исламских фундаменталистов.
30 января 2019 года информационный портал Travel and Leisure опубликовал рейтинг наиболее романтичных городов мира. В ходе исследования анализировалось количество людей, стремящихся сделать предложение руки и сердца либо вступить в брак на территории определённого города. Так же анализировалась сексуальная активность жителей и наличие благоприятных условий для ЛГБТ-знакомств. По результатам исследования Лондон занял второе место в данном рейтинге.

## Физико-географическая характеристика

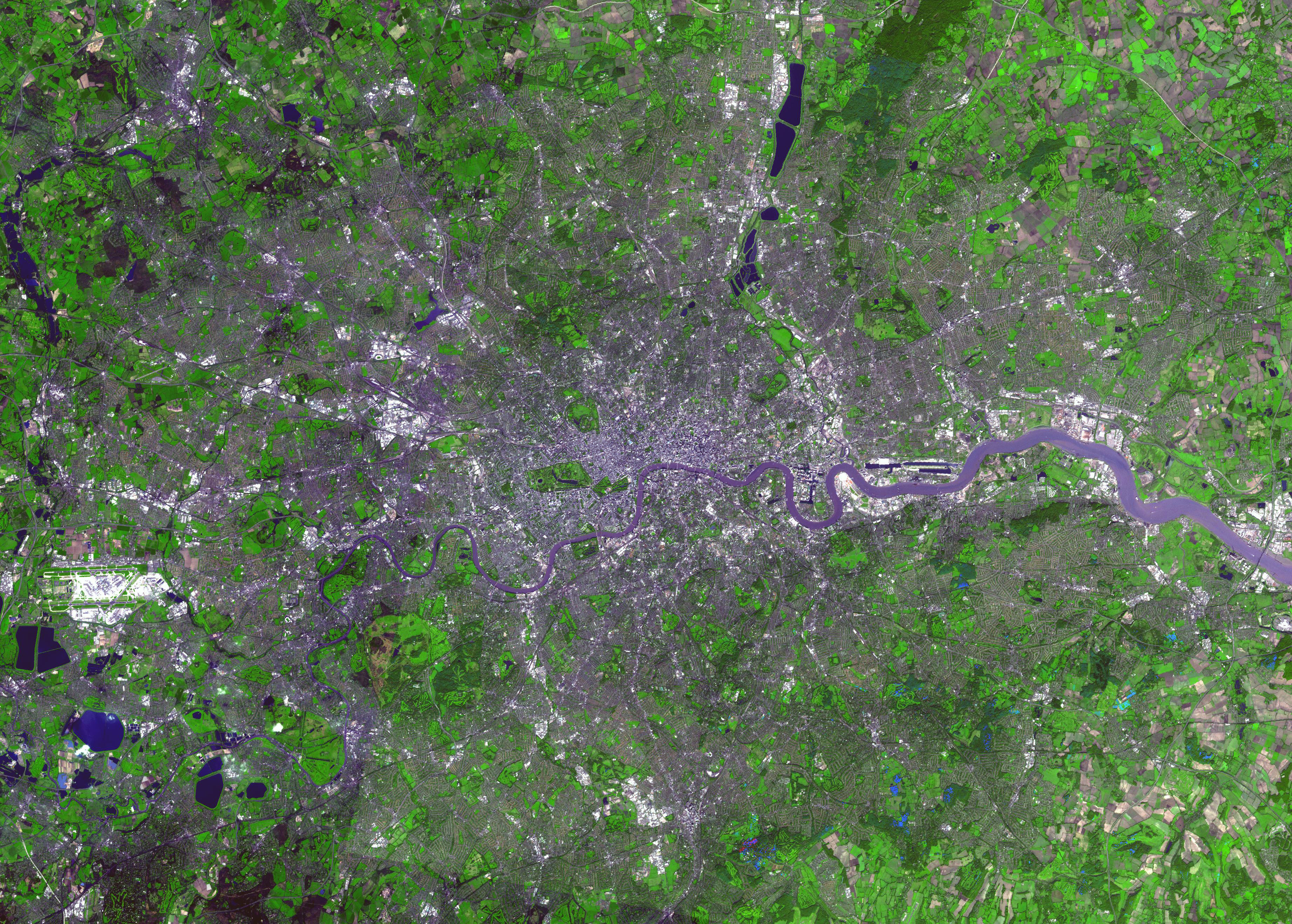
Лондон: вид из космоса

Лондон расположен на равнинной территории Лондонского бассейна. Самая высокая точка над уровнем моря — Вестерхэм-Хайтс (245 м) на крайнем юго-востоке города.
Лондон занимает площадь около 1580 км². Лондон располагается на нулевом меридиане, который также часто называют гринвичским (по названию Гринвичской обсерватории, которая принята за точку отсчёта долготы). Вокруг Лондона на площади 554,7 тысяч га (на 2011 год) размещается «зелёный пояс», созданный после Второй мировой войны с целью предотвратить дальнейшее расползание города.
Понятие «координаты города» условно. Традиционно считается, что номинальный центр Лондона расположен на пересечении Eleanor Cross и Чаринг-Кросс. Это место расположено неподалёку от Трафальгарской площади. Таким образом, координаты города приблизительно составляют 51°30′26″ с. ш. 00°07′39″ з. д..

### Гидрография

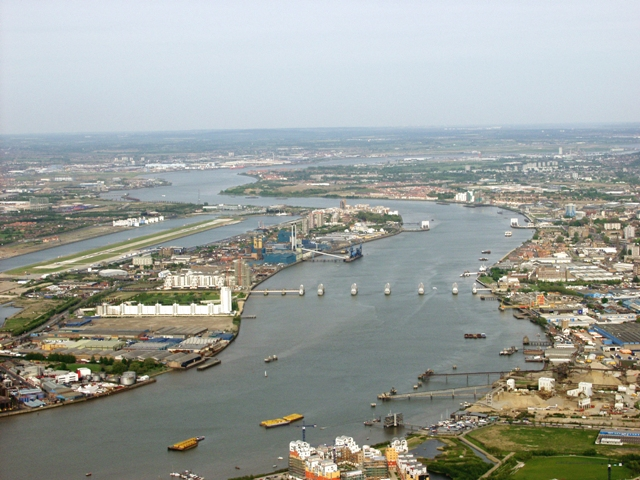
Барьер Темзы защищает город от наводнений

С юго-запада на восток через Лондон протекает Темза — судоходная река, впадающая в Северное море. Её длина в черте города составляет 68 км. В Темзу в пределах Лондона впадают крупные левые притоки Колн, Крейн, Брент, Ли, Родинг, Ром, Ингеборн; и правые притоки Хогсмилл, Беверли-Брук, Уондл, Рейвенсборн, Дарент. Мелкие притоки, включая исторический Уолбрук, протекают под землёй. Через реку проходит 18 автомобильных, 9 железнодорожных и 3 пешеходных моста, под рекой проложено два десятка тоннелей различного назначения.
Более 150 км² территории Лондона подвержено наводнениям во время приливов Темзы, русло которой в районе Вестминстера со времён римлян оказалось суженным в три раза. Для защиты Лондона от нагонной волны со стороны моря в 1984 году в черте города была сооружена плотина «Барьер Темзы», способная перекрывать движение воды вверх по реке.
К северу от Темзы сохранились водные каналы общей протяжённостью 105 км: Риджентс, Гранд-Юнион, его Паддингтонский рукав и Ли-Навигейшен. Они были построены в начале XIX века и соединяют лондонский Доклендс на Темзе с сетью каналов Великобритании.

### Климат

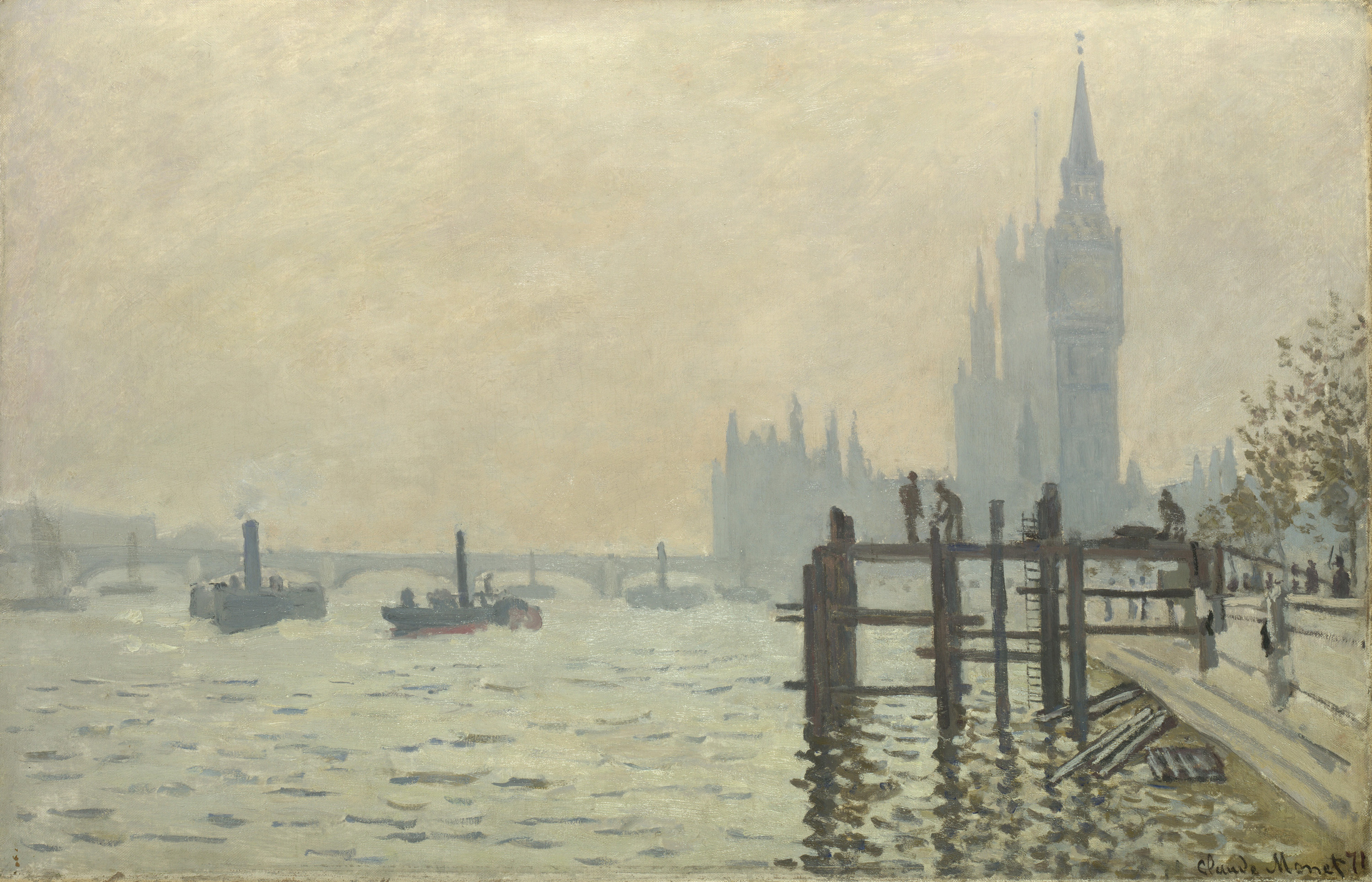
Лондонский туман на картине XIX века

Климат в Лондоне умеренный морской, с мягкой зимой и тёплым летом, и равномерным распределением осадков в течение года. Мягкий климат, как и во всей Западной Европе, обусловлен воздействием тёплого океанического течения Гольфстрим. Особенностью лондонского климата является очень небольшая межсезонная амплитуда колебаний: от +5,6 °C в январе до +19 °C в июле (разница составляет 13 °C). Таким образом, зима в Лондоне такая же мягкая, как в городе севера субтропического пояса (например, Сочи), а лето по средней температуре даже более прохладное, чем в Москве и Санкт-Петербурге, и таким образом, является умеренно-тёплым, но не жарким. Межсезонные колебания в Москве вдвое выше.
Самый тёплый месяц — июль: среднесуточная температура воздуха составляет максимум +23,5 °C. Экстремальные температуры летом случаются в июле и августе, когда на несколько дней устанавливается жаркая погода (так, 19 июля 2022 года температура составила +40,2 °C). В последние годы отмечается более жаркая летняя погода. Зимой прохладно, но не морозно, ночью температура, как правило, не опускается ниже −6 °C. Самый холодный месяц — январь: среднесуточная температура воздуха составляет минимум −3 °C. Экстремальные температуры зимой обычно случаются в декабре и январе, при этом разница температур воздуха в различных районах города может составлять несколько градусов. Среднее количество дней с заморозками при понижении температуры ниже 0 °C в приземном слое воздуха составляет 30 и менее дней в году. В периоды похолоданий с поздней осени до ранней весны ночью при слабом ветре наиболее заметен эффект «острова тепла», когда из-за нагретых зданий воздух в центре Лондона может быть на 5 °C теплее, чем за городом.
Среднегодовое количество осадков больше, чем в Париже и Москве. Летом нередки ливни и грозы. Влажные воздушные массы с Атлантики наиболее активны осенью и зимой. Возможны периоды засухи. Снег выпадает с ноября по апрель, 12—15 раз в году. Снежный покров сохраняется в среднем 5 дней в году, и высота снежного покрова незначительна (около 25 мм). На протяжении года преобладают ветры юго-западного направления. Из-за удалённости от Атлантики Лондон наименее подвержен воздействию ветров, дующих с океана. Ветры, дующие с Атлантического океана, летом приносят прохладу, а зимой — тепло. Частота и сила ветров достигает максимума с декабря по февраль. Бури случаются в среднем 1—2 раза в году. Морские бризы с Северного моря, иногда с Ла-Манша, дуют в течение лета с конца весны. Редко случаются торнадо, самый первый из зарегистрированных датируется 1091 годом.
| Показатель                    | Янв.  | Фев.  | Март | Апр. | Май  | Июнь | Июль | Авг. | Сен. | Окт. | Нояб. | Дек.  | Год   |
| ----------------------------- | ----- | ----- | ---- | ---- | ---- | ---- | ---- | ---- | ---- | ---- | ----- | ----- | ----- |
| Абсолютный максимум, °C       | 17,2  | 21,2  | 24,5 | 29,4 | 32,8 | 35,6 | 40,2 | 38,1 | 35,0 | 29,5 | 21,1  | 17,4  | 40,2  |
| Средний суточный максимум, °C | 8,4   | 9,0   | 11,7 | 15,0 | 18,4 | 21,6 | 23,9 | 23,4 | 20,2 | 15,8 | 11,5  | 8,8   | 15,7  |
| Средняя температура, °C       | 5,6   | 5,8   | 7,9  | 10,5 | 13,7 | 16,8 | 19,0 | 18,7 | 15,9 | 12,3 | 8,4   | 5,9   | 11,7  |
| Средний суточный минимум, °C  | 2,7   | 2,6   | 4,1  | 6,0  | 9,1  | 12,0 | 14,2 | 14,1 | 11,6 | 8,8  | 5,3   | 3,1   | 7,8   |
| Абсолютный минимум, °C        | −16,6 | −13,9 | −8,9 | −5,6 | −3,1 | −0,6 | 3,9  | 2,1  | 1,5  | −5,5 | −7,1  | −17,4 | −17,4 |
| Норма осадков, мм             | 69    | 46    | 50   | 51   | 56   | 55   | 49   | 62   | 56   | 70   | 71    | 65    | 700   |
| Источник: Погода и Климат     |       |       |      |      |      |      |      |      |      |      |       |       |       |

### Экология

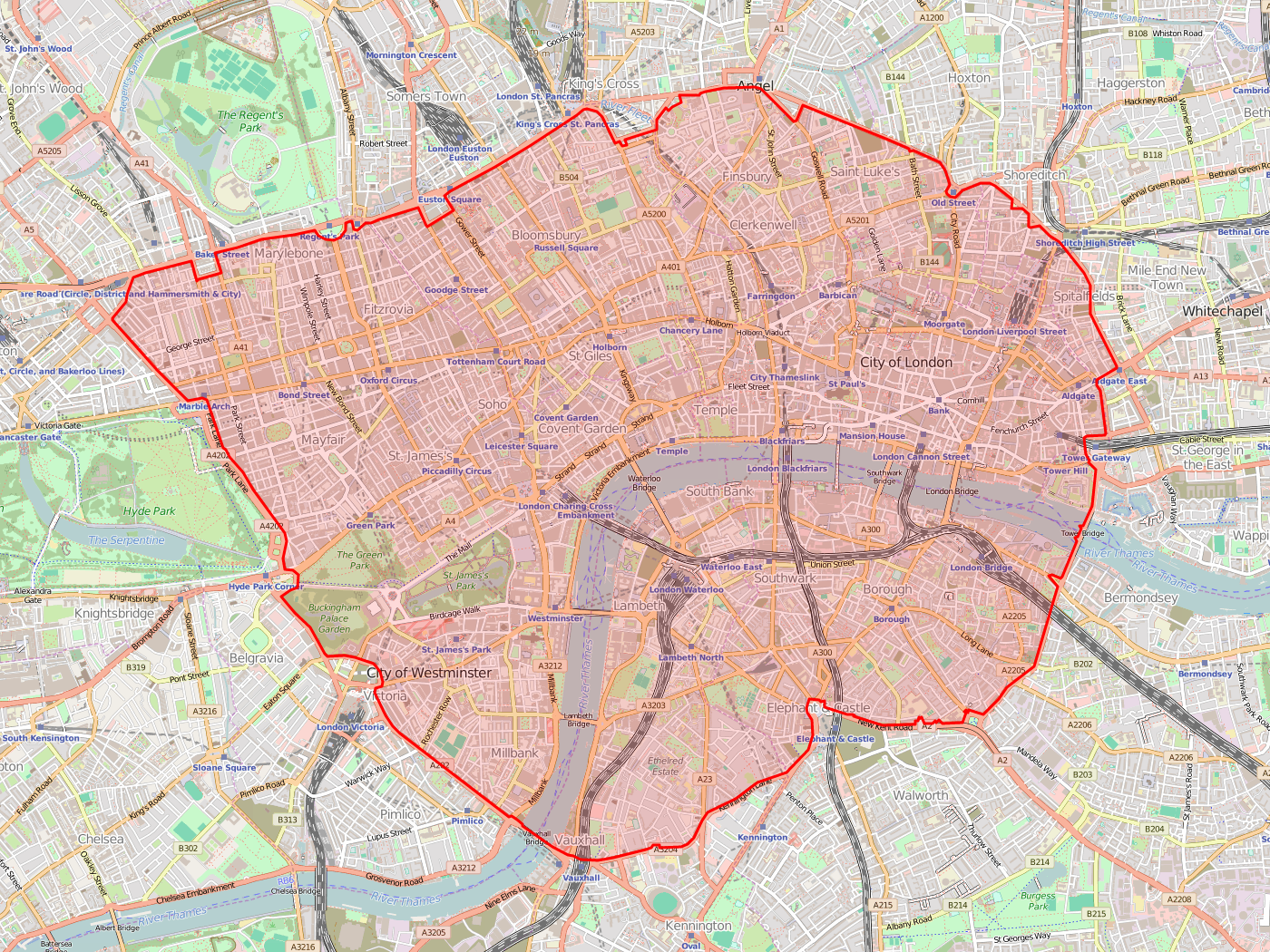
Зона платного въезда в центр Лондона

Лондон страдал от задымления воздуха со времён Средневековья, за что получил прозвище Большой Смог. После катастрофических последствий Великого смога 1952 года были приняты законодательные меры, которые привели к улучшению качества атмосферного воздуха. Тем не менее, по состоянию на 2011 год Лондон оставался одним из самых загрязнённых городов Европы. Основным источником загрязнения атмосферы является автомобильный транспорт, около 1/3 которого приходится на износ шин и тормозов. Как и многие другие европейские города, Лондон не отвечает нормативам ЕС по концентрации наиболее вредных загрязняющих веществ, к которым относятся оксид азота (NO2) и взвешенные частицы (PM10). Выбросы оксида углерода (CO2) в 2008 году были на 17 % ниже, чем в среднем по стране. За период с 2000 по 2011 год вредные выбросы в целом сократились на 11 %. Около 40 % концентрации PM10 (как и существенная доля концентрации NO2) в центре города переносится ветром из пригородной зоны. Наибольшие концентрации NO2 отмечаются во Внутреннем Лондоне и в районе аэропорта Хитроу. Плохое качество городского воздуха может являться причиной более четырёх тысяч смертей в год.
Темза является одной из самых чистых рек в мире, протекающих через столицы. Вред эстуарию реки наносит сброс ливневой канализации в период проливных дождей.
Около 42 % населения подвержены шумовому воздействию на уровне 55 дБ и выше, производимому автомобильным транспортом, и около 6 % — железнодорожным транспортом. Объём бытовых отходов за период с 2000 по 2008 год сократился.

## Население
| 1801       | 1811       | 1821       | 1831       | 1841       | 1851       | 1861       |
| ---------- | ---------- | ---------- | ---------- | ---------- | ---------- | ---------- |
| 1 011 157  | ↗1 197 673 | ↗1 450 122 | ↗1 729 949 | ↗1 917 013 | ↗2 286 609 | ↗3 094 391 |
| 1871       | 1881       | 1891       | 1901       | 1911       | 1921       | 1931       |
| ↗3 902 178 | ↗4 709 960 | ↗5 565 856 | ↗6 226 494 | ↗7 157 875 | ↗7 553 526 | ↗8 098 942 |
| 1941       | 1951       | 1961       | 1971       | 1981       | 1991       | 2001       |
| ↘7 987 936 | ↗8 164 416 | ↘7 781 342 | ↘7 449 184 | ↘6 608 513 | ↗6 887 280 | ↗7 172 036 |
| 2013       | 2016       | 2018       | 2021       |            |            |            |
| ↗8 416 535 | ↗8 787 892 | ↗8 908 081 | ↘8 799 728 |            |            |            |

Демографическая пирамида Лондона на 2023 год

По данным переписи 2011 года в Лондоне проживало 8 173 900 человек (больше, чем в Шотландии и Северной Ирландии, вместе взятых). Из них 7,2 % составили дети дошкольного возраста (до 4 лет), 17,3 % дети школьного возраста (от 5 до 19 лет), 64,4 % лица трудоспособного возраста (от 20 до 64 лет) и 10,7 % лица пожилого возраста (от 65 лет и выше). По сравнению с предыдущей переписью 2001 года доля лиц пожилого возраста незначительно увеличилась. В среднем в дневное время в Лондоне пребывает около 9,3 млн человек. Наибольший миграционный обмен внутри страны приходится на соседние регионы Юго-Восточной и Восточной Англии, а наименьший на Северную Ирландию. Среди лиц, прибывающих из других регионов, преобладают студенты и работающая молодёжь 20—29 лет.
Быстрее всего население Лондона увеличивалось в XIX — начале XX века, в период урбанизации. Примерно с 1825 по 1925 год Лондон был самым населённым городом в мире, после чего его опередил Нью-Йорк. В 1939 году численность населения Лондона достигла исторического максимума, составив 8,6 млн жителей. C 1960-х до первой половины 1980-х годов город потерял около ¼ населения.
Агломерация «Большой Лондон» состоит из частей одноимённого региона Большой Лондон и регионов Юго-Восточная и Восточная Англия. Численность населения агломерации Лондона в 2010 году по данным ООН составила 8,631 млн человек. Вместе с пригородной зоной, включая города-спутники (Базилдон, Харлоу и другие, созданные по проекту Л. Аберкромби после Второй мировой войны), Большой Лондон образует метрополитенский район. По данным Евростата за 2007—2009 годы численность населения урбанизированной зоны (larger urban zone) Лондона составила 12 317 800 человек. Английский мегалополис с населением более 30 млн человек, занимающий треть территории Англии, объединяет агломерации Лондона, Бирмингема, Манчестера и Ливерпуля. Ла-Маншем разделён с континентальным Рейнско-Рурским мегалополисом.

### Этнический состав
| Этнические группы Лондона | Этнические группы Лондона | Этнические группы Лондона | Этнические группы Лондона | Этнические группы Лондона |
| ------------------------- | ------------------------- | ------------------------- | ------------------------- | ------------------------- |
| белые британцы            |                           |                           | 56 %                      |                           |
| азиаты                    |                           |                           | 15 %                      |                           |
| другие белые              |                           |                           | 13 %                      |                           |
| негроиды                  |                           |                           | 11 %                      |                           |
| прочие группы             |                           |                           | 5 %                       |                           |

По переписи 2011 года 45 % лондонцев отнесли себя к белым британцам, ещё 14 % — к прочим белым, включая выходцев из Республики Ирландия, 22 % — к азиатам, 12 % — к темнокожим, 3 % — к метисам. 61 % горожан родились в Англии, 37 % — за пределами Великобритании (по переписи 2001 года — 27 %), из них 3 % — в Индии, 2 % в Польше. 24 % жителей — иностранцы; 27 тысяч человек указали русский в качестве родного языка.
Наиболее известное лондонское просторечие, распространённое среди низших социальных слоёв населения города, — кокни. Для кокни характерно упрощённое произношение слов, специфическое использование или пропуск некоторых звуков. Диалект кокни в Англии часто служит темой для анекдотов и шуток. Другой известный вид местного произношения — эстуарный английский, распространённый не только в Лондоне, но и в бассейне Темзы в целом. Кроме того, с наплывом иммигрантов из Центральной Америки получил распространение ямайский креольский диалект.

## Власть
Лондон является фактической столицей Великобритании: все органы государственной власти Великобритании располагаются в Лондоне, в районе Вестминстера. Парламент страны заседает в знаменитом здании Парламента, Кабинет министров и министерства находятся неподалёку в районе улицы Уайтхолл — в частности, резиденция премьер-министра располагается на Даунинг-стрит, 10. Верховный Суд страны находится напротив Парламента в здании Миддлсекс-Гилдхолл.

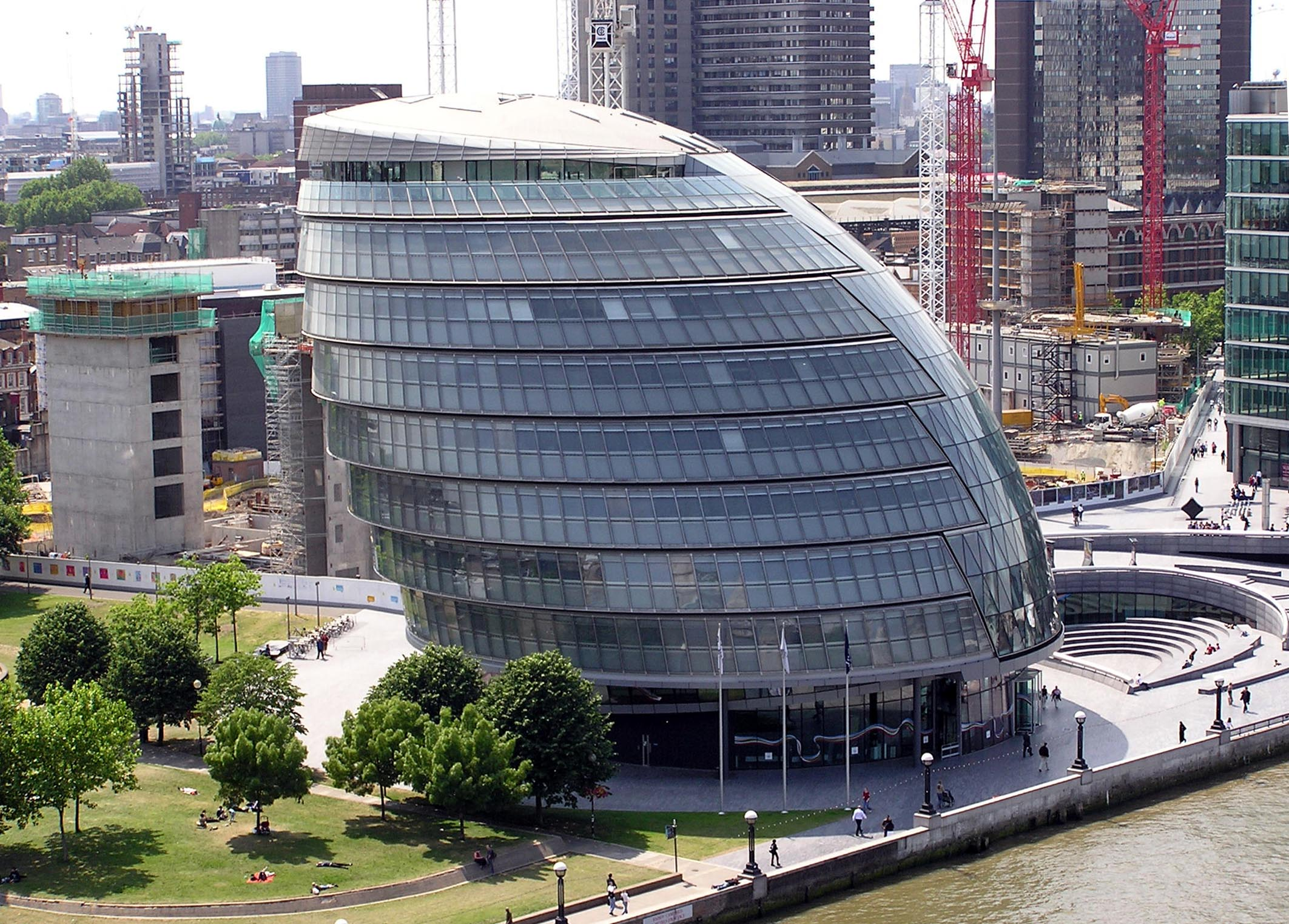
Мэрия Большого Лондона

Управление Лондоном осуществляется на двух уровнях: региональном — администрации Большого Лондона и районном — 33 муниципалитетов. Администрация как единый орган управления городом была создана в 2000 году, вместо упразднённого в 1986 году Совета Большого Лондона (в 1986—2000 годах 32 района и Сити управляли городом без централизованной власти). Действует на основании актов парламента 1999 и 2007 годов. Включает мэра Лондона и Лондонскую ассамблею. Ассамблея как орган представительной власти состоит из 25 депутатов, избираемых на 4 года; председателем ассамблеи является представитель партии большинства. Она контролирует деятельность мэра и утверждает городской бюджет. К компетенции мэра, который возглавляет исполнительную власть и избирается населением на 4 года, относится территориальное планирование, организация городского транспорта, руководство полицией и пожарной охраной, вопросы экономического развития, охраны окружающей среды, спорта, культуры и СМИ.
Мэр Лондона с 9 мая 2016 года — лейборист Садик Аман Хан (предыдущий мэр — консерватор Борис Джонсон, занимал должность два срока подряд). Лондон представлен в палате общин британского Парламента 74 депутатами, из которых 44 лейбориста, 21 консерватор, 8 либерал-демократов и 1 член партии Respect. Представителем королевской власти в регионе, за исключением Сити, является лорд-наместник Большого Лондона.

### Районы
Большой Лондон состоит из Сити и 32 административных единиц, называемых боро (12 из которых расположены во Внутреннем и 20 во Внешнем Лондоне):
1. Сити
2. Вестминстер
3. Кенсингтон и Челси
4. Хаммерсмит и Фулхэм
5. Уондсуэрт
6. Ламбет
7. Саутуарк
8. Тауэр-Хамлетс
9. Хакни
10. Ислингтон
11. Камден
12. Брент
13. Илинг
14. Хаунслоу
15. Ричмонд-апон-Темс
16. Кингстон-апон-Темс
17. Мертон
18. Саттон
19. Кройдон
20. Бромли
21. Луишем
22. Гринвич
23. Бексли
24. Хаверинг
25. Баркинг и Дагенем
26. Редбридж
27. Ньюхэм
28. Уолтем-Форест
29. Харринги
30. Энфилд
31. Барнет
32. Харроу
33. Хиллингдон

Районные муниципалитеты, действующие на основании закона, самостоятельны и неподотчётны администрации Большого Лондона. Состоят из администраций во главе с менеджером и советов, избираемых на 4 года. К их компетенции относятся вопросы образования, социального жилья, охраны окружающей среды, уборки улиц и другие. Самоуправление в Сити осуществляет сохранившаяся со времён Средневековья Корпорация лондонского Сити, которая возглавляется лорд-мэром Лондона.

## Экономика
Деловые районы Лондона
Лондон — важнейший экономический и финансовый центр Великобритании и Европы; один из глобальных городов, конкурирующий с Нью-Йорком за звание ведущего мирового финансового центра. В 2011 году на Лондон приходилось 21,9 % экономики Великобритании (измеряемой по валовой добавленной стоимости). Четвёртая по величине городская экономика мира (после Токио, Нью-Йорка и Парижа): ВВП в 2010 году составил 751,8 млрд долларов (более чем в два раза превышает ВВП Москвы).
Крупнейшие сектора экономики по числу занятых на 2010 год: здравоохранение и социальные услуги — 9 %, розничная торговля — 9 %, финансовое посредничество — 8 %, транспорт, складское хозяйство и связь — 7 %, образование — 7 %, гостиницы и рестораны — 7 %, государственное управление и оборона, обязательное социальное обеспечение — 5 %, производство — 4 %. Уровень безработицы составил 8,9 %.
Второй по значимости отраслью в экономике Лондона является информационная. Лондон остаётся одним из крупнейших промышленных центров Британии. Промышленность города и пригородов представлена машиностроением (автомобилестроение, электронная промышленность, станкостроение, судостроение и судоремонт и др.), широко развита лёгкая, пищевая, нефтеперерабатывающая и нефтехимическая отрасли, полиграфия и др. Туристическая отрасль (на 2010 год) обеспечивает работой более 250 тысяч человек. За год приезжие оставляют в Лондоне 10 млрд фунтов. Считалось, что по популярности у туристов город уступает только Парижу, однако последние данные показали, что в 2010 году в Лондон было продано 45 млн путёвок, тогда как в Париж — всего 33,9 млн.
Несмотря на то, что когда-то Лондон был одним из крупнейших портов Европы, сейчас он даже в Великобритании находится лишь на втором месте. Ежегодный грузооборот порта — 50 млн тонн грузов.
Лондон занял 4-е место среди самых процветающих городов мира по данным ООН за 2012 год (после Вены, Нью-Йорка и Торонто). Если во время роста экономики 1997—2006 годов Лондон и Юго-Восток Великобритании обеспечивали более трети роста экономики всей страны, то после обвала 2007 года их доля выросла до почти половины его.
На протяжении веков средоточием городской финансовой жизни является деловой район Сити, однако с 1990-х годов за звание финансового и делового центра Лондона борется Кэнэри-Уорф в восточной части города. В Лондоне располагаются штаб-квартиры множества английских и транснациональных компаний, среди которых BP, Royal Dutch Shell, Unilever, Corus Group, SABMiller, Cadbury и др. Центральные офисы более 100 из 500 крупнейших европейских компаний расположены в британской столице. Важнейшая отрасль экономики города — финансы, включая банковский сервис, страхование, управление активами; в Лондоне расположены штаб-квартиры крупнейших банков и финансовых компаний, включая такие, как HSBC, Reuters, Barclays. Один из крупнейших мировых центров валютной и фондовой торговли — Лондонская фондовая биржа. Основные торговые улицы: Оксфорд-стрит, Бонд-стрит, Джермин-стрит и Найтсбридж, в котором располагается знаменитый торговый центр «Harrod’s». Маленький район Сохо знаменит торгово-развлекательными заведениями.

### СМИ

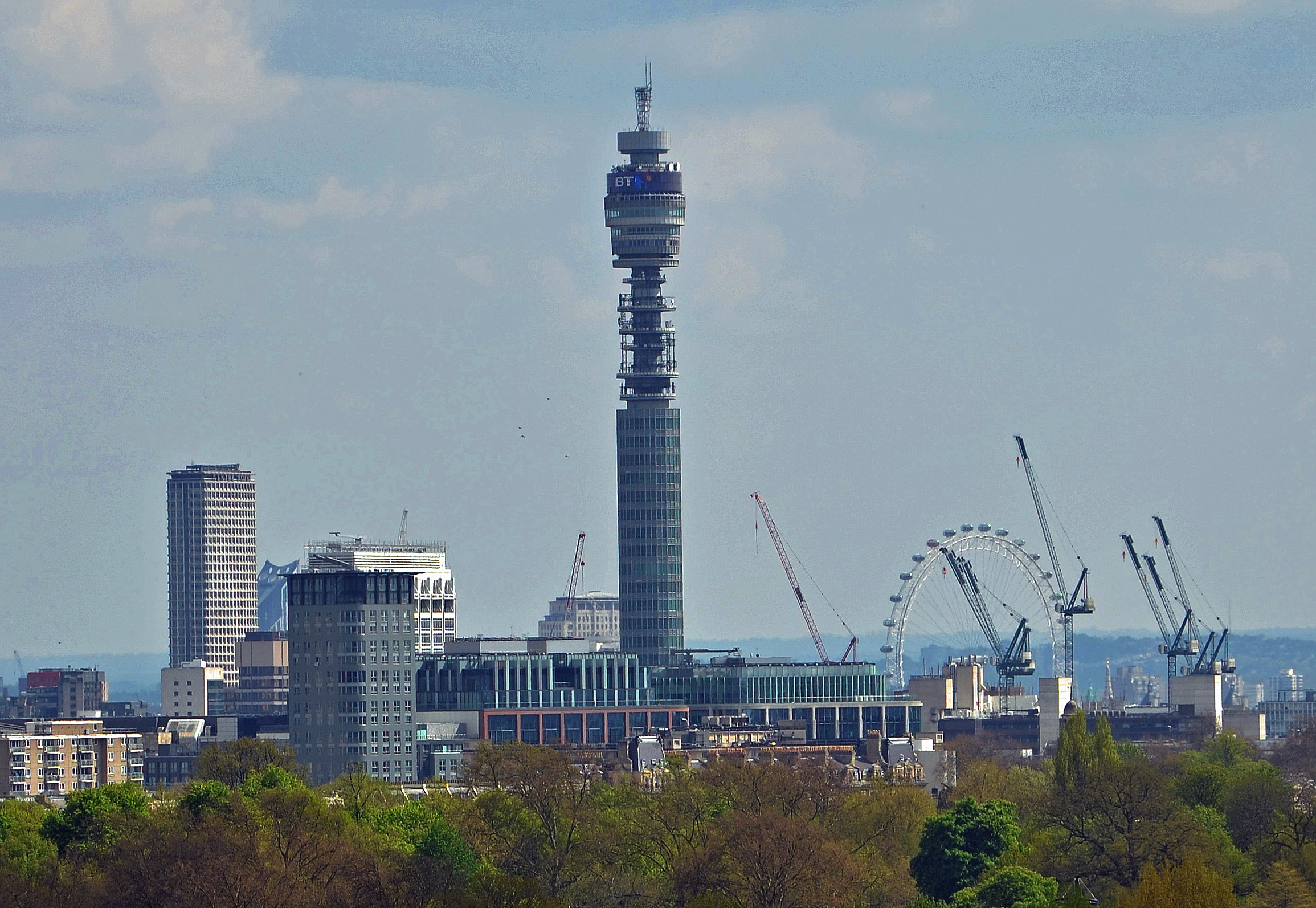
Телебашня BT Tower

Телебашня BT Tower высотою 189 метров, расположенная в центре города, была построена в 1964 году. В Лондоне находятся центральные офисы британской телерадиовещательной компании Би-би-си и международного информационного агентства «Рейтер».
Лондон является одним из двух крупнейших центров мира по числу англоязычных публикаций (наряду с Нью-Йорком). В Лондоне расположены штаб-квартиры ежедневных национальных газет и международной Financial Times. Несмотря на то, что ряд национальных ежедневных газет печатается в других районах Великобритании, все они в значительной мере остаются лондонцентричны. Основная общегородская газета — бесплатный новостной таблоид Evening Standard, выходящий 5 раз в неделю. Деловое ежедневное издание — газета City A.M. Также выходят районные газеты.

## Транспорт
Лондон имеет три кольцевые автодороги, две из которых расположены внутри города, а автомагистраль M25 — за его пределами. Из Лондона, от собора Святого Павла, начинается шоссе A1 — самая длинная нумерованная автодорога Великобритании. За въезд в центр города, ограниченный Внутренней кольцевой дорогой, в 2003 году была установлена плата с автоматическим распознаванием автомобильных номеров при помощи видеокамер. С 2008 года большая часть Лондона вошла в «зону низких выбросов», которая предусматривает плату для автотранспортных средств, не отвечающих требованиям по выбросам вредных веществ в атмосферу.

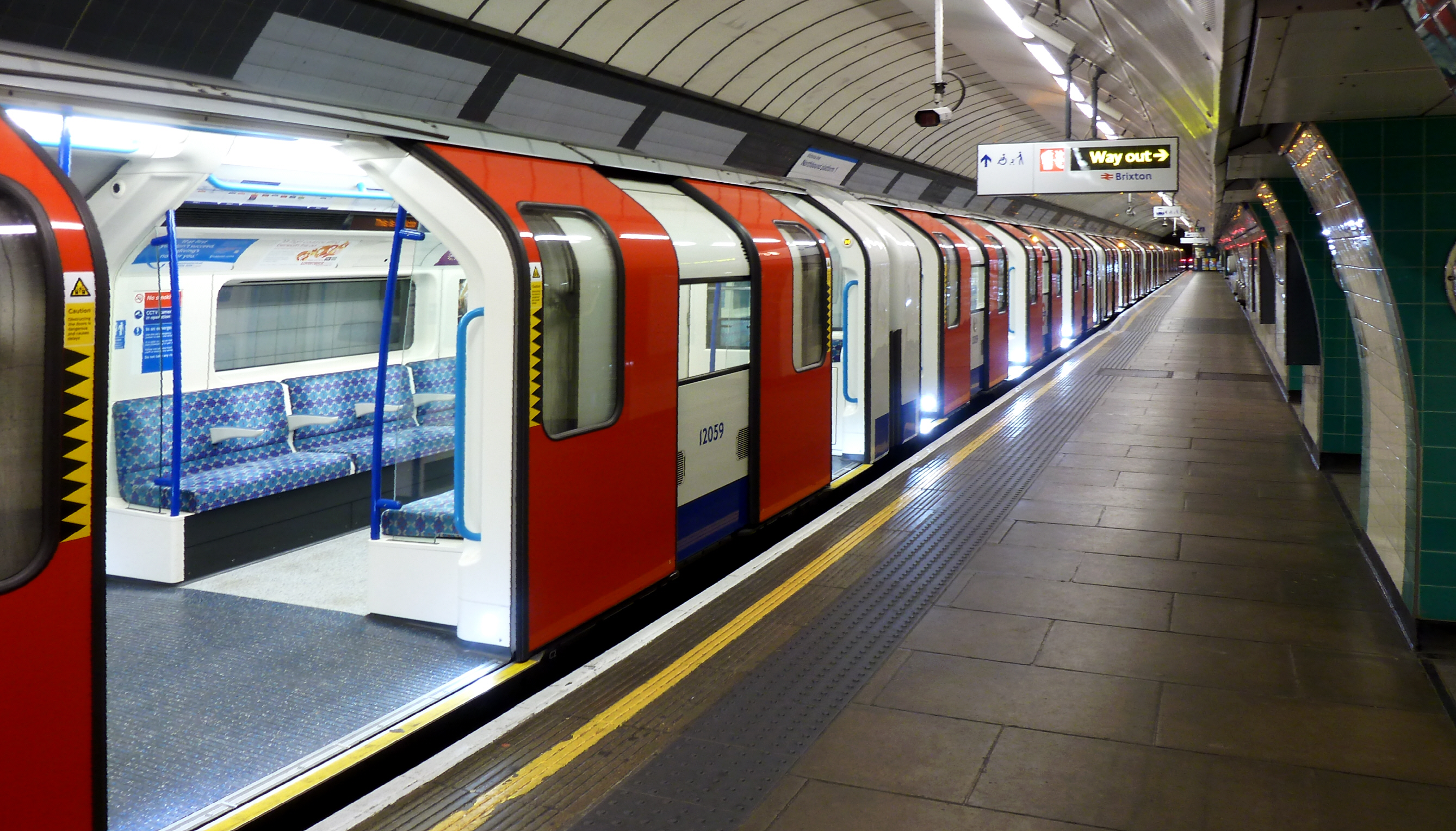
Лондонский метрополитен

Плата за проезд в общественном транспорте привязана к шести тарифным зонам. Стоимость проезда в общественном транспорте Лондона выше, чем в среднем по Европе (минимальная стоимость проезда в метро в 2012 году составила около 220 руб.). Единый проездной билет Oyster Card действует на все виды общественного транспорта, кроме водного с ограничениями.
Общественный транспорт города координирует муниципальная служба Transport for London, которая эксплуатирует метро, лёгкое метро, «надземку» и трамваи, а также лицензирует городские такси и водный общественный транспорт. Бесплатная перевозка инвалидов, не способных пользоваться обычным общественным транспортом, организована службой микроавтобусов Dial-a-Ride. Канатная дорога через Темзу связывает полуостров Гринвич с Королевскими доками. Прокат велосипедов в 2010 году был организован сетью самообслуживания Barclays Cycle Hire.
Центральный автовокзал «Виктория» обслуживает международные и междугородние автобусы. Такси в городе двух видов: классические кебы, один из символов Лондона, которые можно поймать на улице, и мини-кебы, заказать их можно только по предварительному вызову.

### Общественный

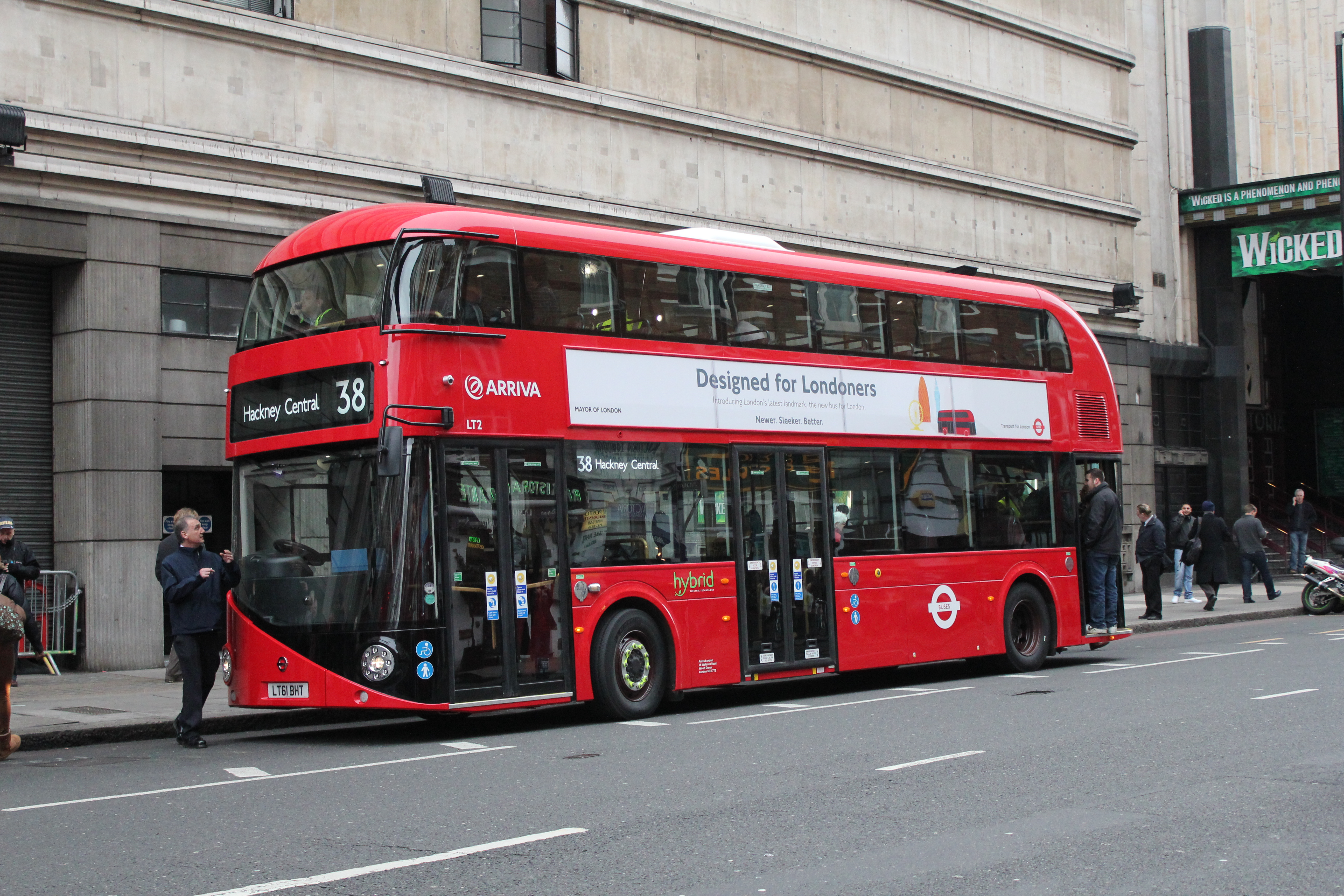
Лондонский даблдекер

Автобусы обслуживаются частными операторами. Действует около 700 маршрутов. Одним из символов Лондона является красный двухэтажный автобус. На смену знаменитым «Рутмастерам» в 2012 году пришли новые даблдекеры, работающие на электричестве и дизельном топливе. В 2000-е годы эксплуатировались также сочленённые автобусы, которые оказались велики для узких улиц Лондона. Имеется около 50 ночных маршрутов, обозначаемых буквой «N» перед номером маршрута.
 Лондонский метрополитен является старейшим в мире, он был открыт в 1863 году. Состоит из 11 линий общей протяжённостью 402 км и 270 станций. Ночью закрывается. Около 55 % путей проходит над землёй. Четырнадцать станций расположены за пределами города. В шести районах южного Лондона метро отсутствует. Перевозит около миллиарда пассажиров в год, уступая по этому показателю метрополитенам Москвы и Парижа.
 Доклендское лёгкое метро было открыто в 1987 году. Расположено к востоку от центра города на обоих берегах Темзы. Состоит из 45 станций, общая длина путей, проложенных по земле и эстакадам, составляет 34 км. Поезда из трёх вагонов ходят без машинистов и управляются компьютером из центральной диспетчерской.
 Лондонская надземка представляет собой городскую электричку, связывающую районы Лондона и северный пригород Хартфордшир. Поезда состоят из двух и четырёх вагонов. Состоит из 5 линий общей длиной 86 км и 78 станций. Развита преимущественно к северу от Темзы за пределами центра, в южном Лондоне доходит до района Кройдон.
 Трамвайная система Tramlink, действующая в районе Кройдон, была открыта в 2000 году. Состоит из 4 маршрутов общей длиной 28 км. Разветвлённая трамвайная система в Лондоне действовала до 1952 года, троллейбусное сообщение было прекращено в 1962 году.
 Систему городских водных маршрутов London River Services обслуживают частные операторы. Речное сообщение на Темзе осуществляется с 22 пассажирских причалов от Хэмптон-корта на западе до Вулвича на востоке.

#### Железнодорожный и воздушный

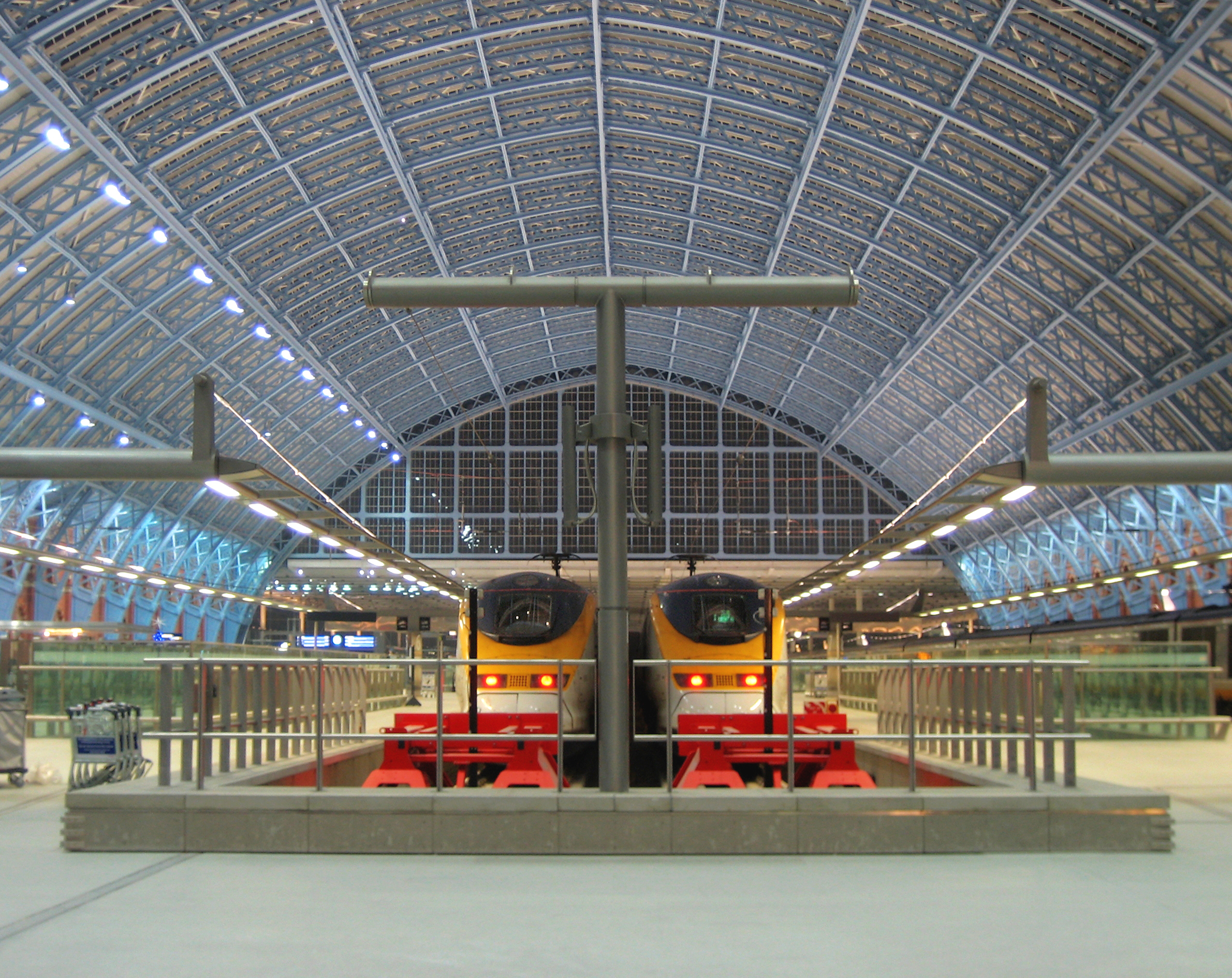
Международный вокзал Сент-Панкрас

Общая протяжённость всех наземных железных дорог, включая внутригородской транспорт, в пределах Лондона превышает 740 км. Национальный оператор Network Rail владеет железнодорожными путями, не относящимися к Transport for London, и самостоятельно управляет крупнейшими вокзалами. Пригородные и междугородние перевозки осуществляют частные компании.
Вокруг центральной части города расположено 13 центральных вокзалов, которые в большинстве своём являются конечными железнодорожными станциями: Ватерлоо, Лондон-бридж, Виктория, Ливерпуль-стрит, Юстон, Чаринг-Кросс, Паддингтон, Сент-Панкрас, Кэннон-стрит, Кингс-Кросс, Фенчёрч-стрит, Мэрилебон и Мургейт. Вокзалы обслуживают разные направления поездов, с международного вокзала Сент-Панкрас отправляются высокоскоростные поезда сети Eurostar на Париж и Брюссель.
На 2018 год запланирован запуск новой высокоскоростной (до 160 км/ч) железной дороги Crossrail, которая свяжет центр Лондона с восточными и западными пригородами. Под центром города железная дорога пройдёт под землёй.
Лондон имеет 6 аэропортов, два из которых, Хитроу и Сити расположены в черте города. Город признан крупнейшей агломерацией мира (2010 год) по объёму пассажирских авиаперевозок. Хитроу является крупнейшим из лондонских аэропортов и самым загруженным в Европе: он состоит из пяти терминалов и обслуживает свыше 190 тысяч пассажиров в сутки. Аэропорт Сити, находящийся в 11 км к востоку от делового района Сити, работает в условиях ограничений к воздействию шума и ночью закрывается. Вторым по величине аэропортом является Гатвик, расположенный в 47,5 км к югу от центра города. К северу и к востоку от города находятся небольшие аэропорты Станстед, Лутон и Саутенд. В аэропортах Хитроу и Гатвик базируются самолёты авиакомпании British Airways. Аэропорты связаны с центром Лондона поездами и аэроэкспрессами железной дороги, аэропорт Хитроу также и линией метро.

## Коммунальная инфраструктура

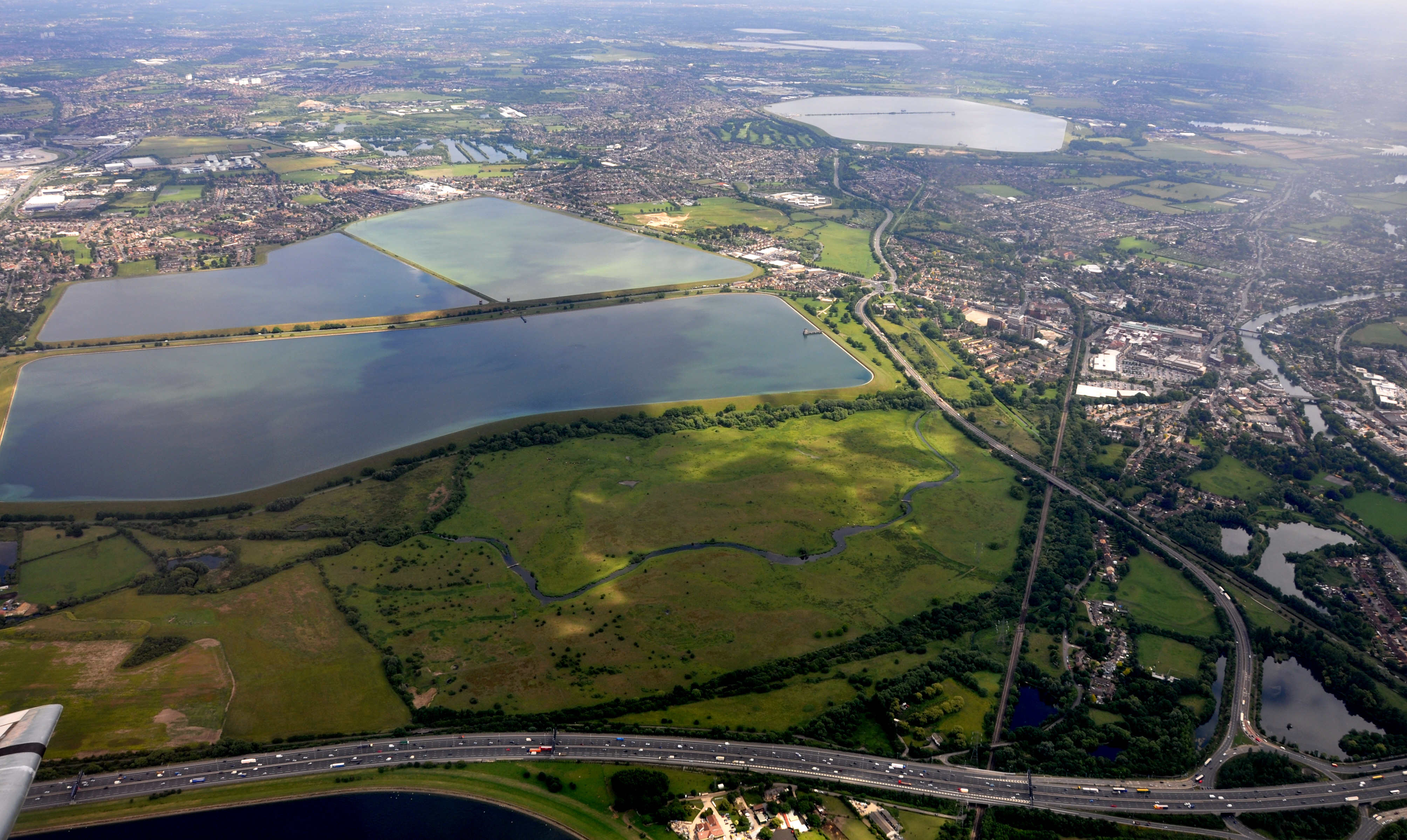
Водохранилища в долине Темзы

В Лондоне действует несколько электростанций. Электроэнергия в город поступает по распределительным сетям компаний UK Power Networks и Scottish & Southern Energy Power Distribution. Природный газ поставляют компании National Grid Gas и Southern Gas Networks.
На рынке питьевого водоснабжения действует несколько операторов, около 75 % объёма поставляемой воды приходится на компанию Thames Water. Основной источник питьевого водоснабжения — поверхностные воды Темзы и её притока Ли, остальная вода забирается из подземных источников. В период засухи задействуется завод по опреснению воды компании Thames Water в восточном Лондоне.
Система современной канализации Лондона была создана после Великого зловония 1858 года. Городские очистные сооружения, обслуживаемые единственной компанией Thames Water, состоят из 8 станций в разных местах города, которые сбрасывают очищенную воду в Темзу и её притоки.

## Социальная сфера

### Жильё

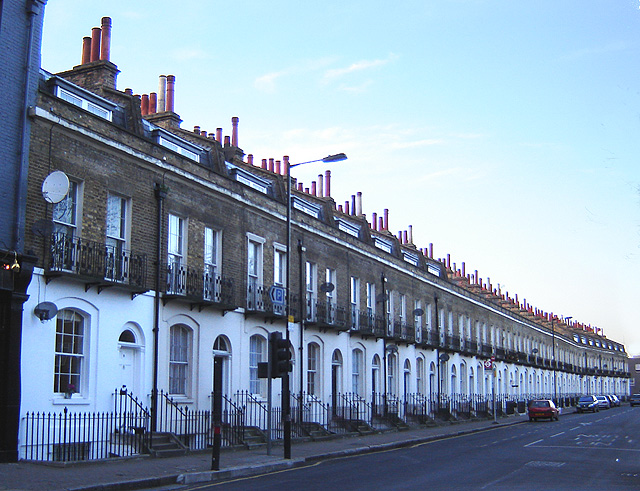
Террасный дом

Больше половины жилых домов в Лондоне были построены в первой половине XX века, 15 % — в XIX веке и ранее. По данным переписи 2011 года, 50 % жилого фонда Лондона находилось в собственности жильцов, 24 % — в социальном найме, и около 25 % — в коммерческом найме. При этом в собственных домах проживают, в основном, в районах Внешнего Лондона, а в социальном и съёмном жильё — во Внутреннем Лондоне. Самые высокие средние ставки коммерческого найма отмечаются на севере и западе Внутреннего Лондона, самые низкие — на востоке и юге Внешнего Лондона. Средняя ежемесячная арендная плата жилья с одной спальней в Лондоне на 2012 год составила 1000 фунтов стерлингов (что в два раза выше, чем в целом по Англии).
Дорогое жильё является одной из основных причин высокого уровня бедности в Лондоне. На начало 2013 года, свыше 800 тысяч человек стояли в очереди на получение муниципального жилья.
В 2019 году примерно каждый пятый англичанин в возрасте от 35 до 64 лет проживал в съёмном жилье. Годами ранее арендовал жильё лишь каждый десятый. На текущий момент социального жилья в Лондоне не хватает, поэтому многим будущим пенсионерам потребуется жилищное пособие для покрытия арендной платы.

### Здравоохранение
В Лондоне действует национальная система здравоохранения (NHS), которой 5 июля 2008 года исполнилось 60 лет. Данная система предоставляет бесплатную медицинскую помощь всем жителям Лондона. На сегодняшний день данная система подвергается критике за низкий уровень профессионализма, недостаточный уход, плохие условия и долгое ожидание операции. Пользователи данной системы объясняют эти недостатки различными причинами, в частности, тем, что система была нацелена «на быстрое выздоровление или на скорую смерть» пациента и не приспособлена к нынешнему большому количеству пациентов с хроническими заболеваниями.

### Преступность
За 2012/2013 финансовый год (в Великобритании длится с 1 апреля по 31 марта) в Лондоне, за исключением Сити, по предварительным данным, было совершено 770 220 преступлений, из них 19 % пришлось на преступления против личности (в том числе 103 убийства), 1 % на преступления против половой неприкосновенности, 5 % на грабежи, 12 % на кражи со взломом, 42 % на преступления, связанные с кражей и оборотом краденого имущества, 5 % на случаи мошенничества и подделки, 8 % на случаи уничтожения или повреждения чужого имущества, 7 % на случаи незаконного оборота наркотических средств и 1 % на прочие преступления.
По высоким показателям убийств и насильственных преступлений в 2013 году Лондон занял второе место в Соединённом Королевстве (после Глазго).
Охрану правопорядка в Лондоне, за исключением Сити, обеспечивает Столичная полиция Лондона, управление которой часто называют Скотланд-Ярдом.

## Спорт

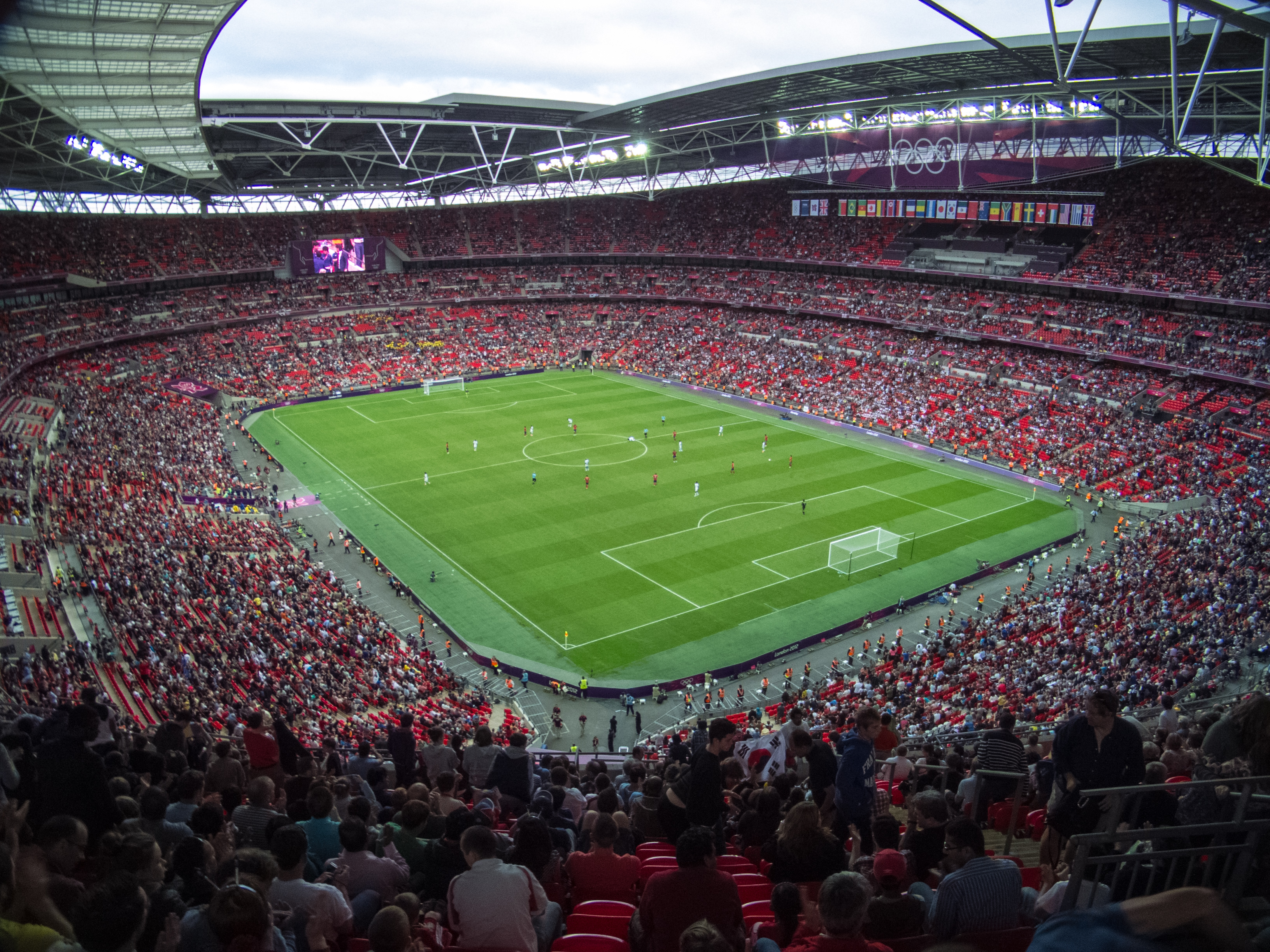
Стадион «Уэмбли»

Столица Великобритании стала первым городом мира, принявшим три олимпиады: в 1908, 1948 и 2012 годах. Лондон представляют в английской Премьер-лиге семь клубов: «Арсенал», «Вест Хэм Юнайтед», «Кристал Пэлас», «Тоттенхэм Хотспур», «Брентфорд», «Челси», «Фулхэм». На настоящий момент лондонские клубы «Арсенал» и «Челси» входят в число сильнейших клубов Европы и мира. «Челси» за последние годы дважды выигрывал Лигу чемпионов УЕФА, трижды выигрывал Премьер-лигу, а также стал финалистом Лиги чемпионов в 2008 году, уступив в серии пенальти (6:5) «Манчестер Юнайтед». «Арсенал» 13 раз становился чемпионом Англии и участвовал в финале розыгрыша Лиги чемпионов УЕФА в 2006 году. Также в Чемпионшипе Лондон представляет «Миллуолл» и «Куинз Парк Рейнджерс», а в Лиге 1 «Чарльтон Атлетик» и «Лейтон Ориент».
Четырьмя клубами Лондон представлен в чемпионате Англии по регби.
Крупнейший стадион города — «Уэмбли» — был снова открыт в мае 2007 года после долгой реконструкции. Первый матч на обновлённом стадионе состоялся 19 мая между командами «Челси» и «Манчестер Юнайтед». На «Уэмбли» проходят финалы розыгрышей Кубка Англии по футболу и Кубка вызова (крупного национального турнира по регби). Также «Уэмбли» является домашним стадионом английской футбольной сборной. Первый гол за национальную сборную Англии на новом стадионе забил Джон Терри, будучи тогда капитаном. Матчи в крикет проходят на стадионах «Оувал» и «Лордс» в районе Сент-Джонс-Вуд.
В Лондоне, а точнее, в его пригороде Уимблдоне, ежегодно проходит одноимённый теннисный турнир, который считается наиболее престижным среди турниров данной категории (турниры серии «Большого шлема»), и является старейшим из них. Также в Лондоне проводится знаменитый Лондонский марафон. В 2012 году Лондон третий раз в истории принял летние Олимпийские игры.

## Образование и наука

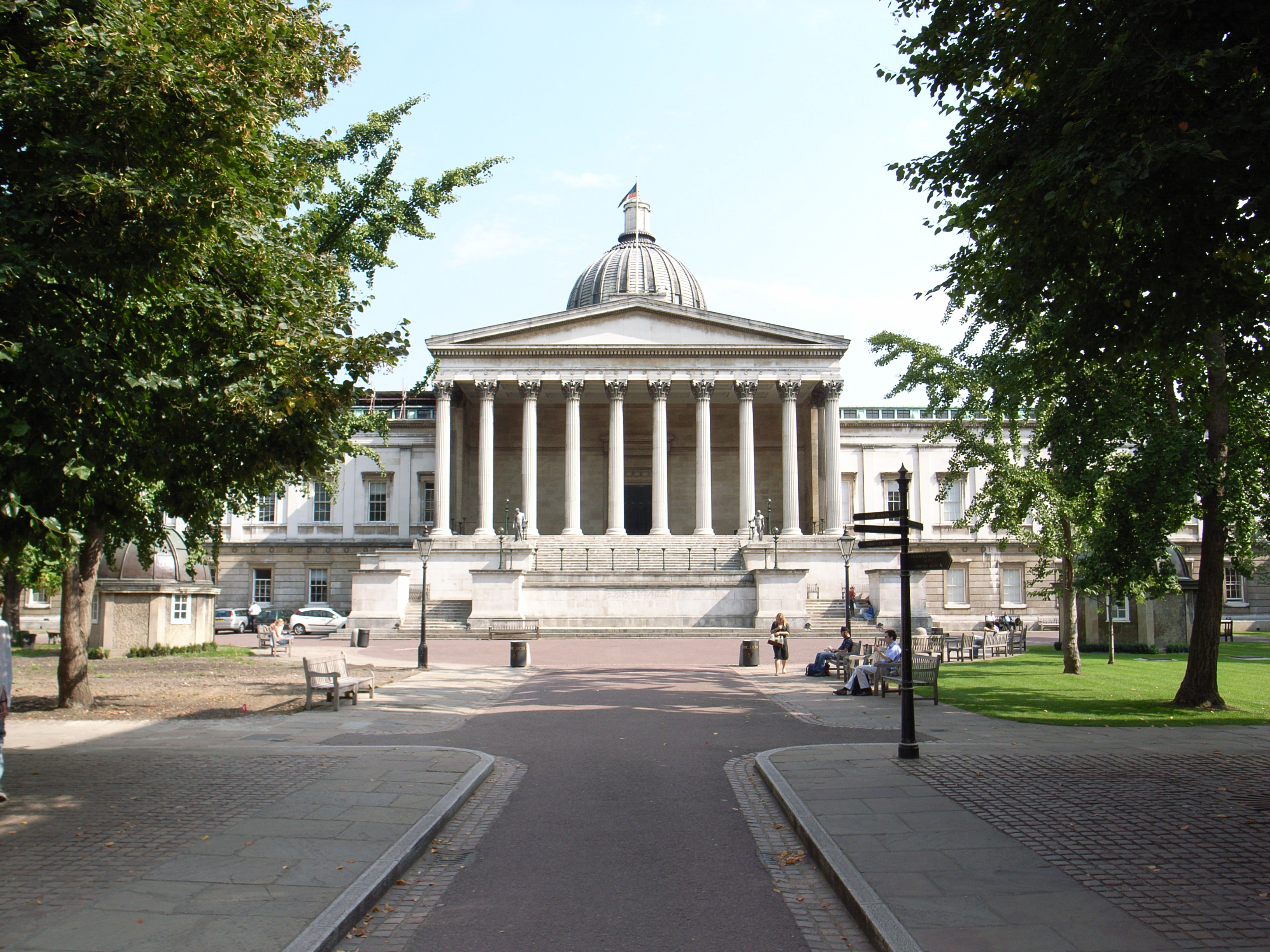
Университетский колледж Лондона

В 1597 был создан Грешем-колледж — первое высшее учебное заведение Лондона, он проводит бесплатные публичные лекции для вольных слушателей, дипломы не выдаёт.
В Лондоне действует свыше 40 университетов, в которых обучается около 400 тысяч студентов. 93 тысячи иностранных студентов приносят экономике города свыше 1,5 млрд фунтов стерлингов. Среди крупных университетов: Лондонский университет, университет Западного Лондона, Лондонский университет Метрополитен, Лондонский университет королевы Марии, университет Восточного Лондона, университет Гринвича, Кингстонский университет, Лондонский университет Саут-Бэнк, Лондонский университет искусств, Вестминстерский университет, Мидлсекский университет, Лондонский городской университет, Университет Брунеля, Имперский колледж Лондона и другие.
Лондонский университет был основан в 1836 году, состоит из 18 самоуправляемых колледжей и нескольких институтов, среди которых Университетский колледж Лондона, колледж Биркбек, Голдсмитс, Королевский колледж, Лондонская школа бизнеса, Лондонская школа экономики и политических наук, колледж Королевы Марии, королевский колледж Холлоуэй и другие. Количество студентов превышает 120 тысяч человек.

## Культура и досуг

### Музеи и библиотеки

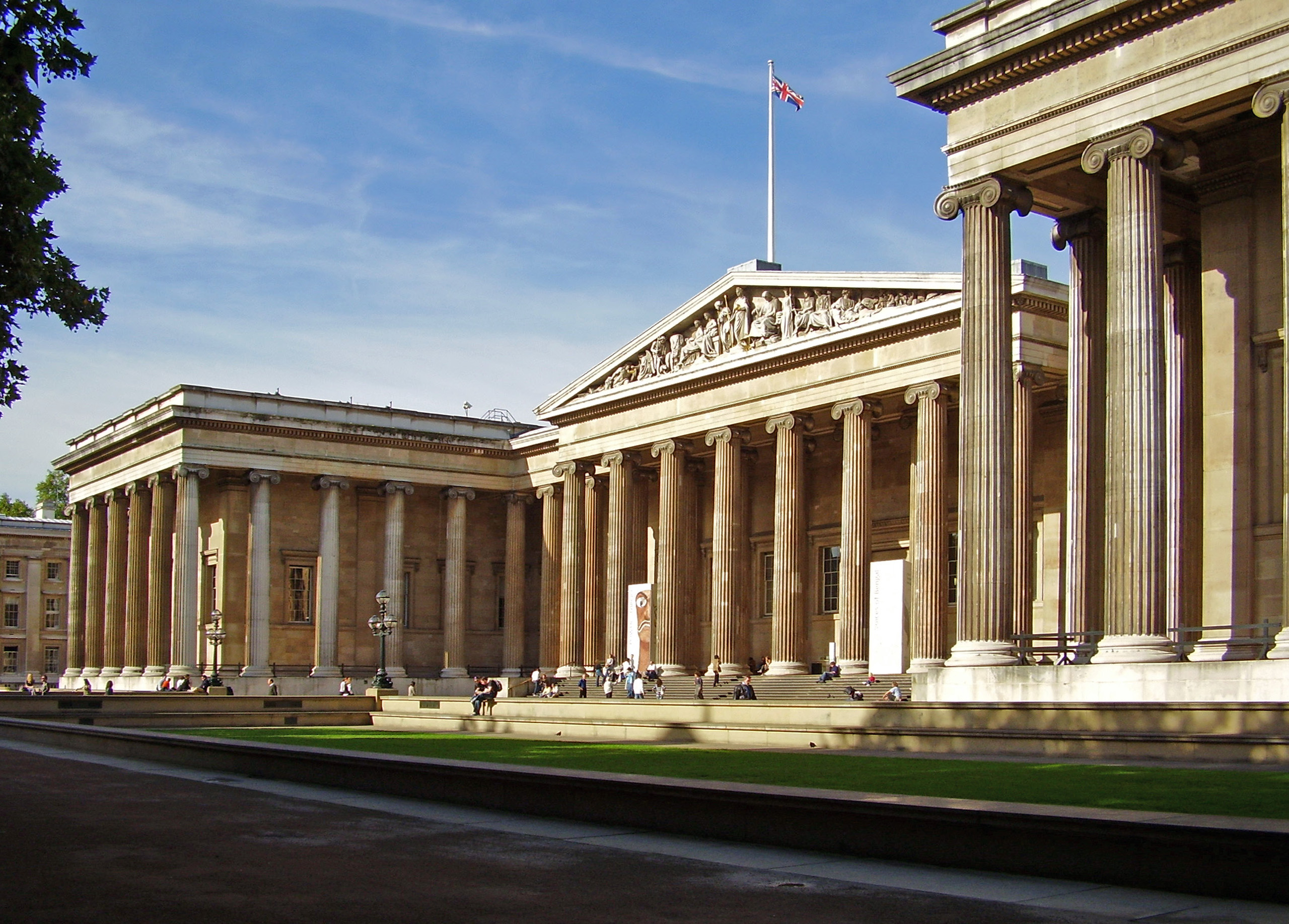
Британский музей

Средоточием лондонских музеев является район Южного Кенсингтона, в котором находятся Музей естествознания, Музей науки, Музей Виктории и Альберта (крупнейшее в мире собрание декоративно-прикладного искусства и дизайна). Другие примечательные музеи — Британский музей, коллекция которого насчитывает около 7,5 млн экспонатов; Лондонская национальная галерея, один из наиболее уважаемых специалистами художественных музеев мира, Британская галерея Тейт (самое крупное в мире собрание английского искусства); знаменитый Музей восковых фигур мадам Тюссо; Музей Шерлока Холмса. Современная галерея Тейт. Можно назвать музеем и действующую королевскую резиденцию — Букингемский дворец, часть помещений которого открыта для посетителей обычно 2 месяца в году (август — сентябрь). Также экскурсионные туры проводятся по зданиям Парламента, Тауэру, лондонским соборам. В Лондоне находится национальная Британская библиотека.

### Театры
Несколько крупных коммерческих театров, специализирующихся на постановке мюзиклов, комедий и драм, находятся в районе Вест-Энд. Существует даже специальный термин вест-эндский театр (англ. West End theatre), использующийся в Англии для обозначения развлекательных коммерческих театров бродвейского типа. Из классических театров следует отметить Королевский национальный театр в районе Саут-Бэнк, новый театр «Глобус» и Театр при королевском дворе.
Широко известны в мире лондонские театры классической музыки: знаменитый Королевский театр оперы в Ковент-Гардене, Королевский Альберт-холл, Театр Елизаветы II.

### Религия

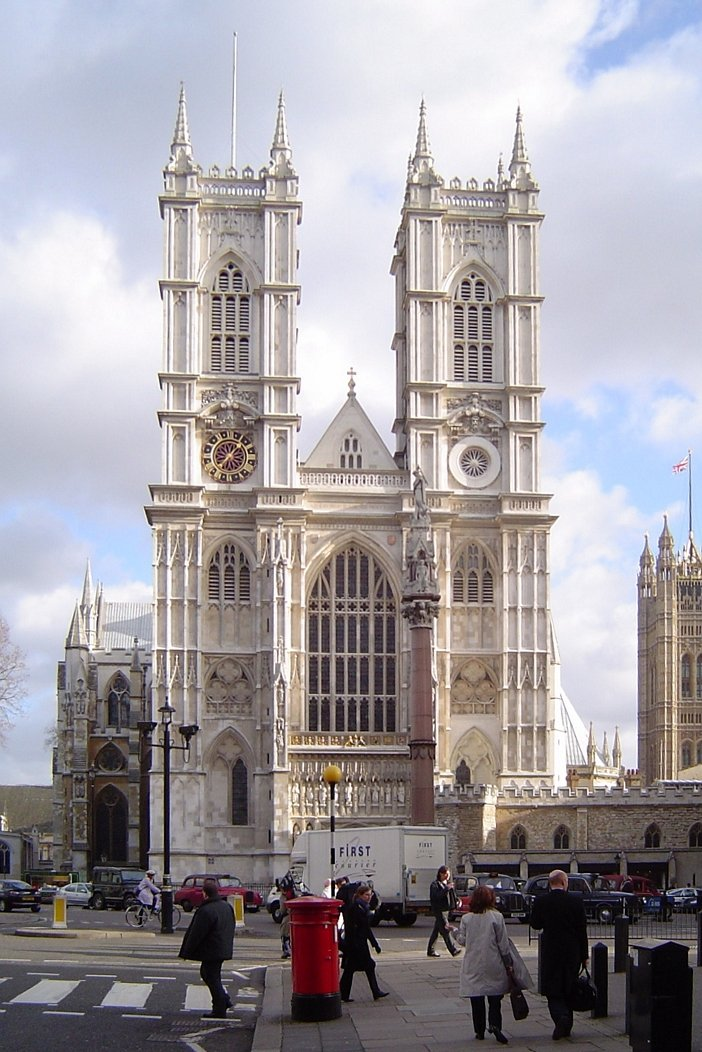
Вестминстерское аббатство

По данным переписи 2011 года 48,4 % лондонцев отнесли себя к христианам, 12,4 % к мусульманам, 5 % к индуистам, 1,8 % к иудеям, 1,5 % к сикхам, 1 % к буддистам. Большая доля мусульман отмечается в районах Тауэр-Хамлетс, Ньюхэм, Редбридж, Уолтем-Форест и Брент; индуистов — в Харроу, Брент, Редбридж и Хаунслоу; буддистов — в Гринвиче, Кенсингтон и Челси, Вестминстере и Хаунслоу.
По переписи 2001 года 58,2 % лондонцев относили себя к христианам, 8,5 % к мусульманам, 4,1 % к индуистам, 2,1 % к иудеям, 1,5 % к сикхам, 0,8 % к буддистам, 15,8 % назвали себя неверующими, 8,7 % не ответили на вопрос переписи.
Доминирующая религия в Лондоне — христианство, его исповедует более половины населения города. Поэтому большинство храмов столицы — христианские, в основном, англиканские. Средневековых церквей почти не сохранилось — большинство было уничтожено Великим пожаром 1666 года. Символами Лондона давно стали собор Святого Павла, построенный в начале XVIII века, и Вестминстерское аббатство. В этих храмах ведутся службы по англиканским обрядам. Не стоит путать Вестминстерское аббатство с находящимся недалеко Вестминстерским собором, который является крупнейшим в Англии католическим храмом. Следует также упомянуть Саутваркский собор — главную англиканскую церковь лондонского района Саутварк, расположенную сразу за Лондонским мостом. Статус собора она получила в 1905 году. Церковь Святой Этельдреды, построенная во второй половине XIII века в честь Святой Этельдреды, является старейшей по времени постройки действующей католической церковью Англии.
В Риджентс-парке находится Центральная мечеть Лондона. Храм Неасден в Бренте является одним из крупнейших культовых индуистских сооружений в Европе.
Действует несколько православных церквей: приходы Сурожской епархии, РПЦЗ, а также экзархата Константинопольской Патриархии, среди которых — две русских православных церкви. Центральным является собор Успения Божьей Матери и всех Святых, находящийся рядом со станцией метро «Найтсбридж». Данный приход образовался в 1741 году, а в нынешнее помещение попал в 1956 году. Ранее здесь располагался англиканский приходской храм всех святых. Он был построен в XIX веке в псевдороманском стиле. В комплекс входит ещё пять зданий, кроме собора.

### Мероприятия

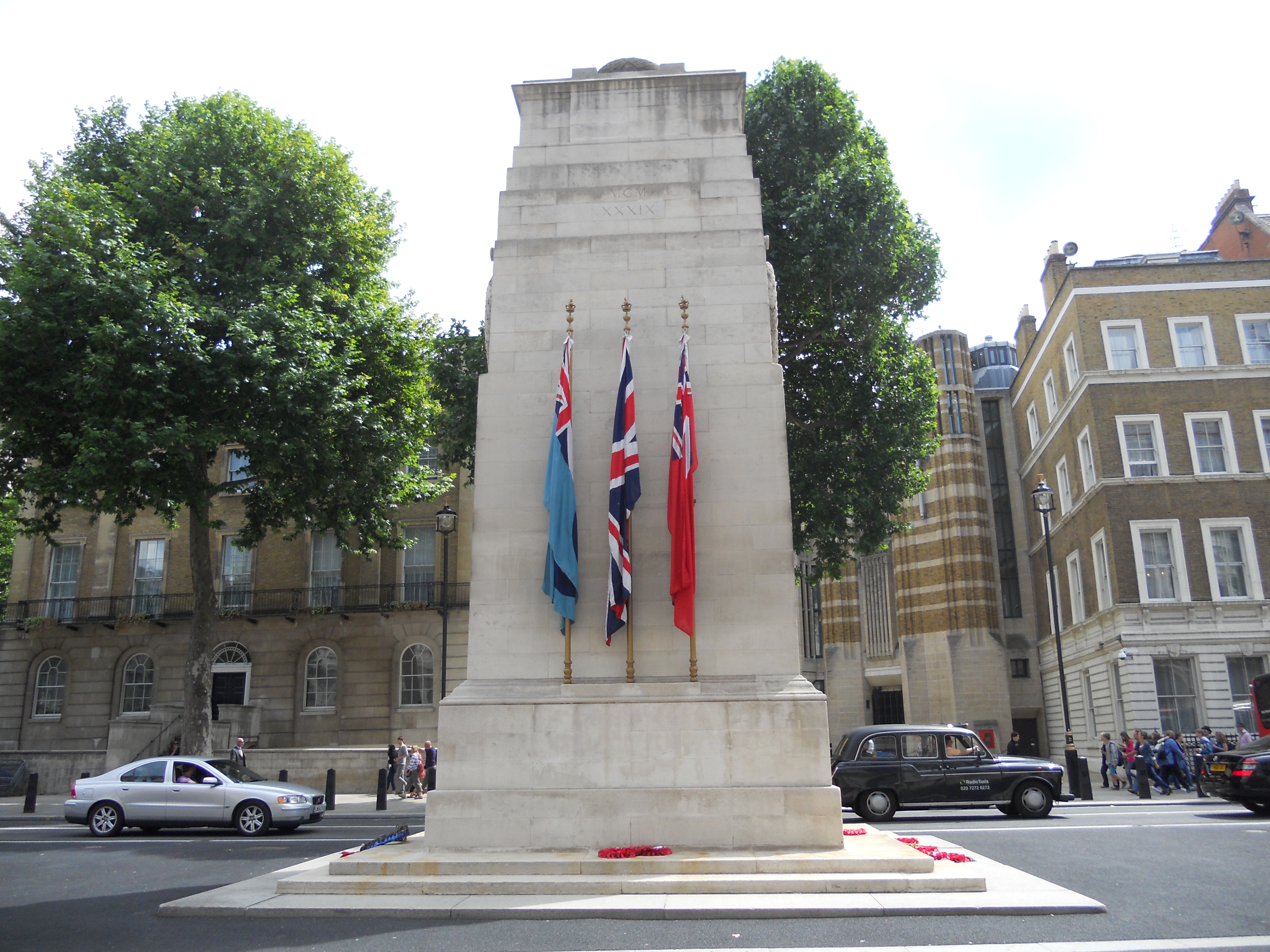
Лондонский Кенотаф

В Лондоне ежегодно проходят Новогодний парад с 1987 года, Неделя высокой моды (с начала 1990-х число показов во время недели увеличилось с 15 до 47), яхтенная выставка London Boat Show с 1956 года, выставка интерьеров Ideal Home Show с 1908 года, лодочные гонки на Темзе с 1926 года, Лондонский марафон с 1981 года, лодочная регата «Оксфорд — Кембридж» с 1829 года, Лондонская книжная ярмарка с 1976 года, выставка цветоводов Chelsea Flower Show с 1862 года, парад королевской гвардии Trooping the Colour, музыкальный фестиваль лондонского Сити с 1962 года, Кубинский карнавал с 2005 года, выставка автомобилей Motorexpo с 1996 года, Всемирный голый велопробег с 2001 года, выставка цветов во дворце Хэмптон Корт с 1990 года, Променадные концерты классической музыки с 1895 года, латиноамериканский фестиваль Карнавал Дель Пуэбло с 1995 года, Ноттинг-Хиллский карнавал с 1964 года, фестиваль архитектуры Open House London с 1992 года, велопробег Mayor of London’s Sky Ride с 2007 года, Лондонский кинофестиваль с 1957 года, Шоу лорд-мэра с 1535 года, церемония у мемориала Кенотаф в память о погибших в войнах с 1919 года.
- Смена караула у королевского Букингемского дворца является одной из самых известных и популярных у туристов лондонских традиций. Эта церемония проходит ежедневно в 11:30 с апреля до августа, в другие времена года — в то же время, но через день. Практической пользы от смены караула, конечно, нет, но эта традиция — одна из самых красивых в Лондоне.
- Церемония ключей — это 700-летний ритуал закрытия Тауэра, выполняемый его главным стражем ровно в 21:50 каждый день.
- Королевские орудийные салюты производятся по особым случаям, к которым относятся день вступления королевы на трон[англ.] (6 февраля), день рождения королевы (21 апреля), день коронации (2 июня), день рождения герцога Эдинбургского (10 июня). Если праздник выпадает на воскресенье, то салют производится на следующий день.
- Фестиваль Темзы проходит в середине сентября и включает в себя парадное факельное шествие, ярмарки, фейерверки и концерты.
- Уголок ораторов (англ. Speakers' corner) находится в Гайд-парке. Каждый желающий там может забраться на какое-либо возвышение и поупражняться в ораторском искусстве на любую тему. Сейчас эта традиция приходит в упадок — она стала обычной туристической достопримечательностью, а немногих выступающих ораторов почти не слышно из-за шума машин на соседней улице Парк-лейн (использование микрофонов в уголке ораторов запрещено традицией).

## Архитектура

### Планировка и застройка

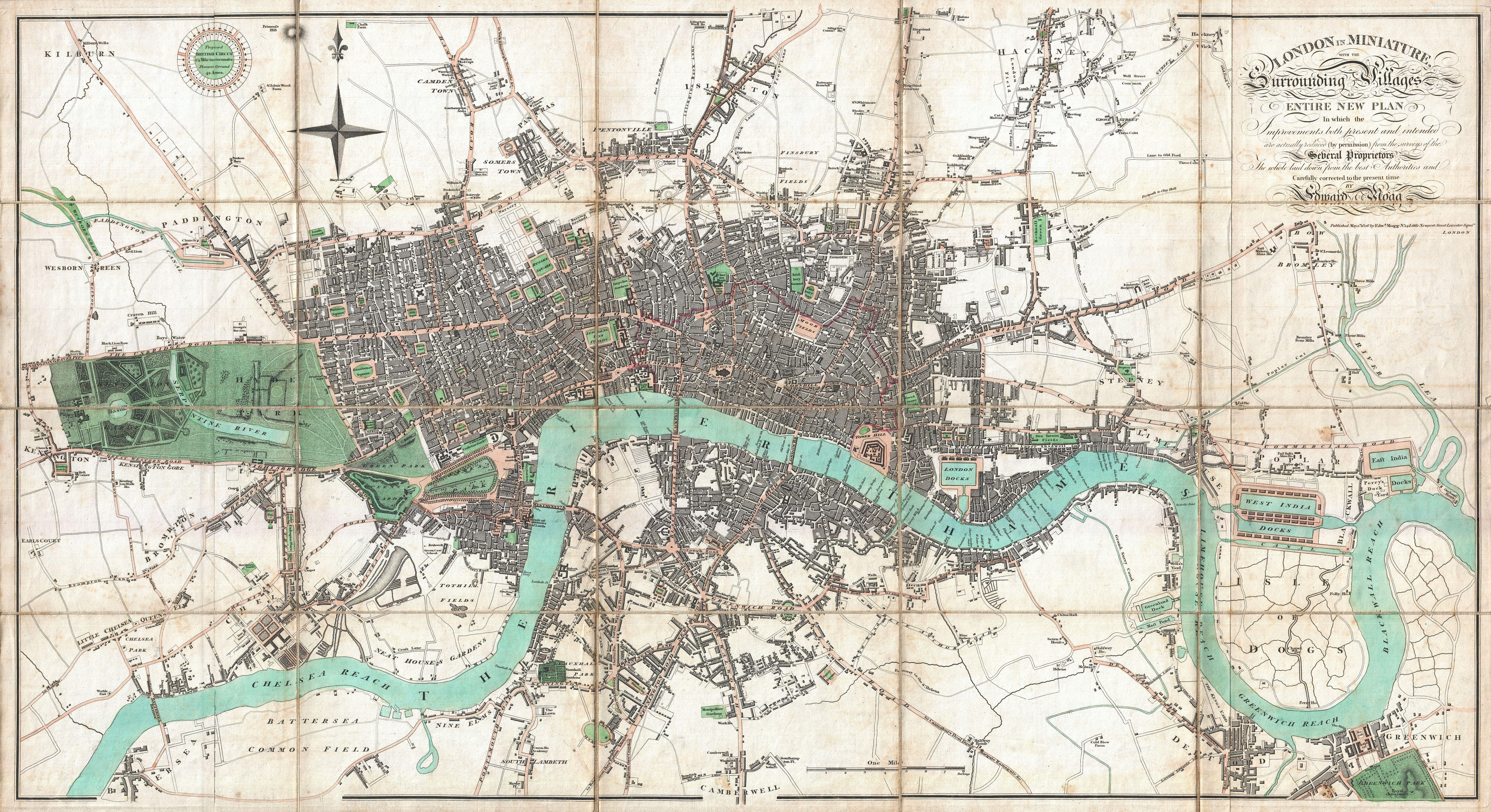
План Лондона 1806 года

Центр Лондона имеет сложную систему планировки, состоящую из радиально-кольцевых и прямоугольных улиц. Статусом города — «сити» — наделены районы Вестминстер и Сити. Вестминстер, образованный в качестве государственной резиденции в XI веке, остаётся местом размещения королевской резиденции, парламента и правительства страны. Сити площадью 2,7 км² оставался (в пределах стен, выстроенных римлянами) собственно городом на протяжении Античности и Средневековья — местом ремесла и торговли. В начале XVII века из Сити выехала аристократия, в XX веке место жилищ и магазинов заняли банки и офисы, превратившие Сити в чисто деловой район. Некогда аристократическое предместье к западу от Вестминстера положило начало исторической части Лондона под названием Вест-Энд. Поселения рабочих вокруг доков и фабрик XIX века образовали район Ист-Энд к востоку от Сити.
В римский период планировка улиц Лондона была прямоугольной, для строительства зданий широко применялся кирпич и камень. Деревянные постройки англосаксонского периода не сохранились. С приходом норманнов каменное строительство возобновилось: появились каменные замки, аббатства и соборы. Однако в большинстве своём средневековая застройка оставалась деревянной и фахверковой, а планировка развивалась хаотично. Узел города формировали ратуша и готический собор Святого Павла. К XV веку относится начало использования кирпича и черепицы. Преобладающим архитектурным стилем с XIII до XVI века была готика. Появление палладианского классицизма в начале XVII века было связано с творчеством придворного архитектора Иниго Джонса, по проекту которого были построены Банкетный дом и Квинс-хаус. Одновременно с классицизмом в XVII веке существовал маньеризм.

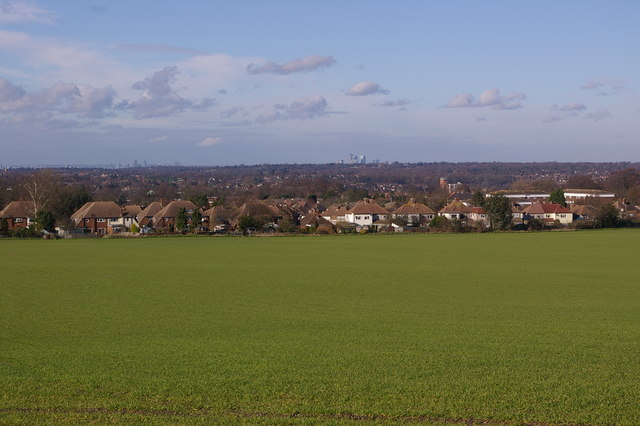
«Зелёный пояс» вокруг Лондона остановил естественный рост города

Пожары преследовали Лондон с I по XIX век. Использование свечей и открытого огня для отопления и приготовления еды являлось основной причиной возгораний; деревянные постройки способствовали быстрому распространению огня. В Великом пожаре 1666 года Лондон выгорел почти полностью, после чего деревянное строительство было запрещено: жилые дома всё чаще стали строить из кирпича, а общественные — облицовывать портлендским известняком. Средневековая планировка улиц была сохранена.
Дальнейшее развитие архитектуры связано с деятельностью придворного архитектора Кристофера Рена, приверженного новому стилю барокко. Среди его работ: Кенсингтонский дворец, «английский Версаль» — Хэмптон-корт, Гринвичский госпиталь и самый выдающийся памятник — собор Святого Павла, который был достроен при жизни автора в 1710 году. Барокко в конце XVIII века сменилось неоклассицизмом, который дожил до середины XX века. В Викторианскую эпоху 1830—60-х годов широкое распространение получила неоготика.
Во время Второй мировой войны Лондон подвергался воздушным бомбардировкам.
В послевоенное время по проекту Л. Аберкромби вокруг Лондона был создан «зелёный пояс», ограничивавший дальнейшее расползание городской застройки. В 1960-е годы место старых архитектурных доминант — купола собора Святого Павла и башней здания парламента заняли небоскрёбы Сити. В 1990-е годы на берегу Темзы восточнее Сити возник новый район с небоскрёбами — Кэнэри-Уорф.

#### Парки
Крупнейший парк Лондона — Ли Вэлли (площадь 4050 га).
Восемь королевских парков, часть которых в прошлом были охотничьими угодьями королей, занимают площадь около 2000 га:
Гайд-парк является крупнейшим в центре города, открытым для свободного посещения в 1826 году; вместе с примыкающими к нему Кенсингтонскими садами образует зелёный массив общей площадью свыше 250 га, длиною свыше двух км и шириной свыше одного км.
По направлению к Вестминстерскому дворцу простираются Грин-парк и Сент-Джеймсский парк с искусственным водоёмом.
Среди других королевских парков: Риджентс-парк, Гринвичский парк, Ричмонд-парк и Буши.

#### Памятники архитектуры
В список Всемирного наследия ЮНЕСКО внесены: Тауэр, Вестминстерский дворец, Вестминстерское аббатство, церковь Святой Маргариты, ансамбль зданий в Гринвиче и королевские ботанические сады Кью.
Большинство архитектурных памятников Лондона расположено в районе Вестминстера. Основной планировочный узел района — перекрёсток Чаринг-Кросс, примыкающий к Трафальгарской площади, с которого расходятся улицы Уайтхолл к парламенту, Мэлл к Букингемскому дворцу, Стрэнд к Сити. Трафальгарская площадь, ставшая местом проведения общественных мероприятий, была образована по проекту архитектора Джона Нэша в 1820-е годы. Названа в 1830 году в память о Трафальгарском сражении. Над площадью возвышается колонна из гранита высотою 44 метра со статуей адмирала Нельсона. У основания колонны расположены скульптуры львов. По сторонам площади сооружено два фонтана. Посреди Чаринг-Кросс во время реставрации монархии в 1675 году установлен конный памятник казнённому Карлу I, который обращён к зданию парламента. Вдоль северной стороны площади стоит здание Национальной галереи. Через арку Адмиралтейства открывается улица Мэлл. Параллельно Мэлл проходит улица Пэлл-Мэлл, на которой стоит построенный К. Реном Мальборо-хаус и Сент-Джеймсский дворец из красного кирпича. Проходя через Сент-Джеймсский парк, улица Мэлл доходит до площади перед Букингемским дворцом, посреди которой возвышается памятник королеве Виктории. Букингемский дворец был основан на месте дома герцога Букингемского, у которого он был выкуплен английским королём. Первоначальный облик дворца со временем был сильно изменён, главный фасад дворца создан в 1913 году. К северу от него параллельно друг другу проходят торговые улицы Оксфорд-стрит и Пикадилли с площадью Пикадилли. На улице Уайтхолл расположены правительственные учреждения и казармы Конной гвардии, посреди улицы в 1920 году установлен кенотаф в память о погибших в Первой мировой войне. К улице примыкает Даунинг-стрит, на которой в доме № 10 размещается резиденция премьер-министра Великобритании. Вестминстерский дворец в неоготическом стиле был построен в 1860 году на месте прежнего дворца, сгоревшего в пожаре. Над дворцом возвышается башня Виктории высотою 104 метра и башня Елизаветы высотою 98 метров.
Среди памятников Сити: здания Банка Англии, Королевской биржи и Гилдхолл — средневековая ратуша, со временем утратившая первоначальный облик. На одной из площадей Сити колонна высотою 61 метр, установленная К. Реном в 1677 году в память о Великом пожаре. К востоку от Сити расположена крепость Тауэр с двумя рядами оборонительных стен; во внутреннем дворе Белая башня времён Вильгельма Завоевателя высотою 27 метров. Разводной Тауэрский мост с башнями в неоготическом стиле был построен в 1894 году. У моста на вечной стоянке пришвартован крейсер «Белфаст».
Благоустроенные набережные Темзы в центральной части города: Виктории, Челси и Альберта были сооружены во второй половине XIX века. На набережной Виктории установлен египетский обелиск «Игла Клеопатры», с двух сторон окружённый скульптурами сфинксов.
Высочайший небоскрёб в Сити — Heron Tower (высотою 230 метров), в районе Кэнэри-Уорф — One Canada Square (235 метров), высочайшее здание во всём городе — The Shard (306 метров, расположено напротив Сити в районе Саутуарк).

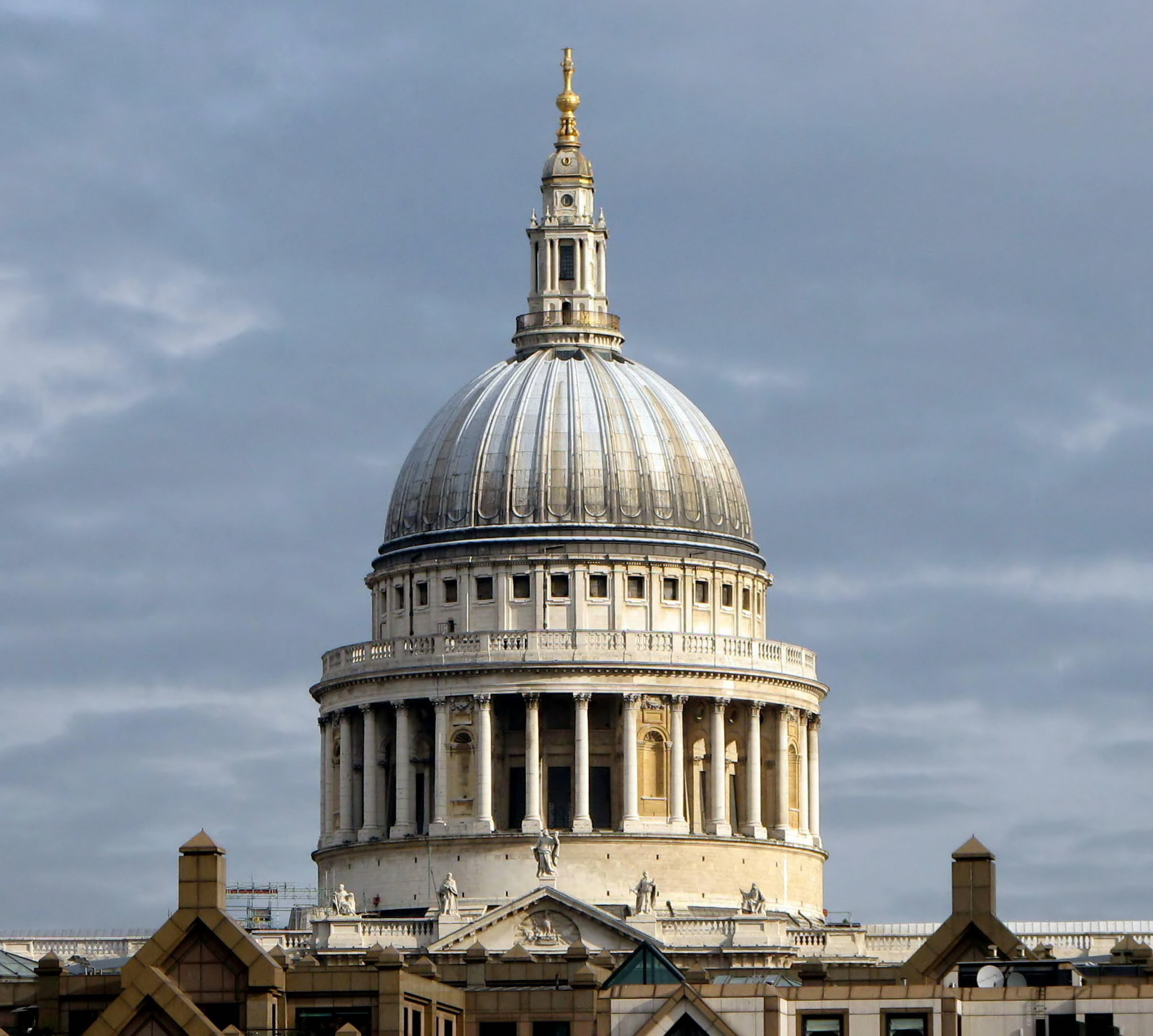
Собор Святого Павла
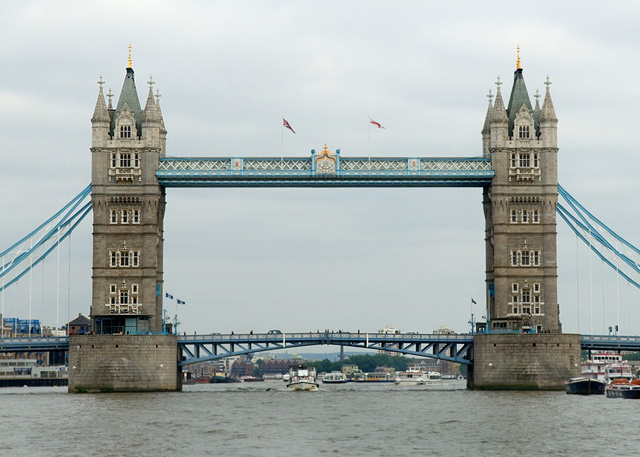
Тауэрский мост
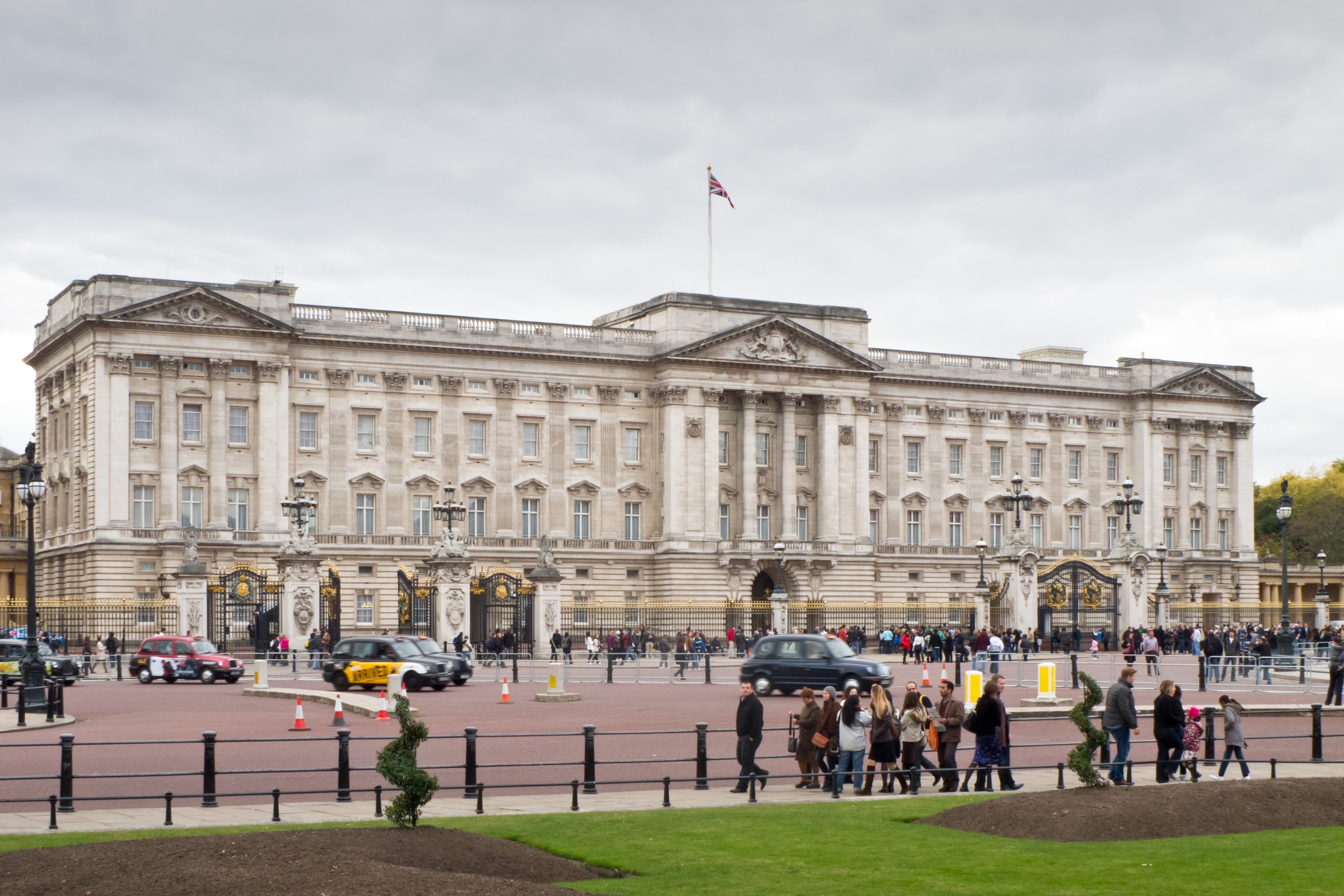
Букингемский дворец
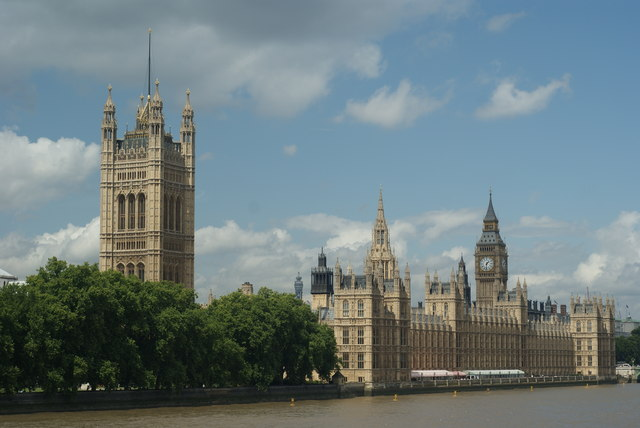
Здание парламента

XIII столетие стало веком ранней английской готики. Одним из ярчайших образцов этого стиля служит Вестминстерское аббатство. Другие образцы этого периода в Лондоне не сохранились. Следом за ранней наступила эпоха декорированной английской готики, но её примеров в современном Лондоне нет, как и примеров вертикальной готики — третьего готического периода английской архитектуры.
Архитектура эпохи Тюдоров похожа на готическую, но со значительными изменениями вроде глубоких и высоких окон. Часовня Генриха VII в Вестминстере и дворец Хэмптон-корт в Ричмонде — памятники архитектуры тюдорского периода.
Георгианская архитектура, эра которой наступила в середине XVIII века, в целом соответствовала общеевропейскому классицизму. В ней главным были чёткие формы и пропорции. Этот период не представлен в Лондоне какими-то известными зданиями, но в георгианском стиле построены многие жилые и административные здания города. Стоит отметить церкви, спроектированные Николасом Хоуксмуром, дворец Сомерсет-хаус архитектора сэра Уильяма Чемберса и развлекательный центр «Пантеон» на Оксфорд-стрит архитектора Джеймса Уайетта. На территории этого комплекса в 1761—1762 годах была возведена большая пагода — первый образец китайской архитектуры в Европе. Напротив этих садов была построена усадьба Сайон-хаус — старинный особняк герцогов Нортумберлендов, выполненный в стиле чистого классицизма, замечательный искусным чередованием геометрических форм и тонким колористическим мастерством. Работа над интерьерами Сайон-хауса продолжалась до 1769 года, когда у герцога закончились средства.
Следует также отметить Королевский судный двор, построенный в 1873—1882 годах по проекту бывшего адвоката Джорджа Эдмунда Стрита. В числе знаменательных монументов этого стиля выделяется Мемориал принца Альберта — монумент в Кенсингтонском парке. Монумент был спроектирован Георгом Гилбертом Скоттом и открыт в 1875 году.
В стиле классицизма работал известный Джон Нэш, автор Букингемского дворца и Мраморной арки; Вестминстерский собор является образцом неовизантийского стиля. Ныне несуществующий Хрустальный дворец относился к индустриальному стилю.

### Кладбища

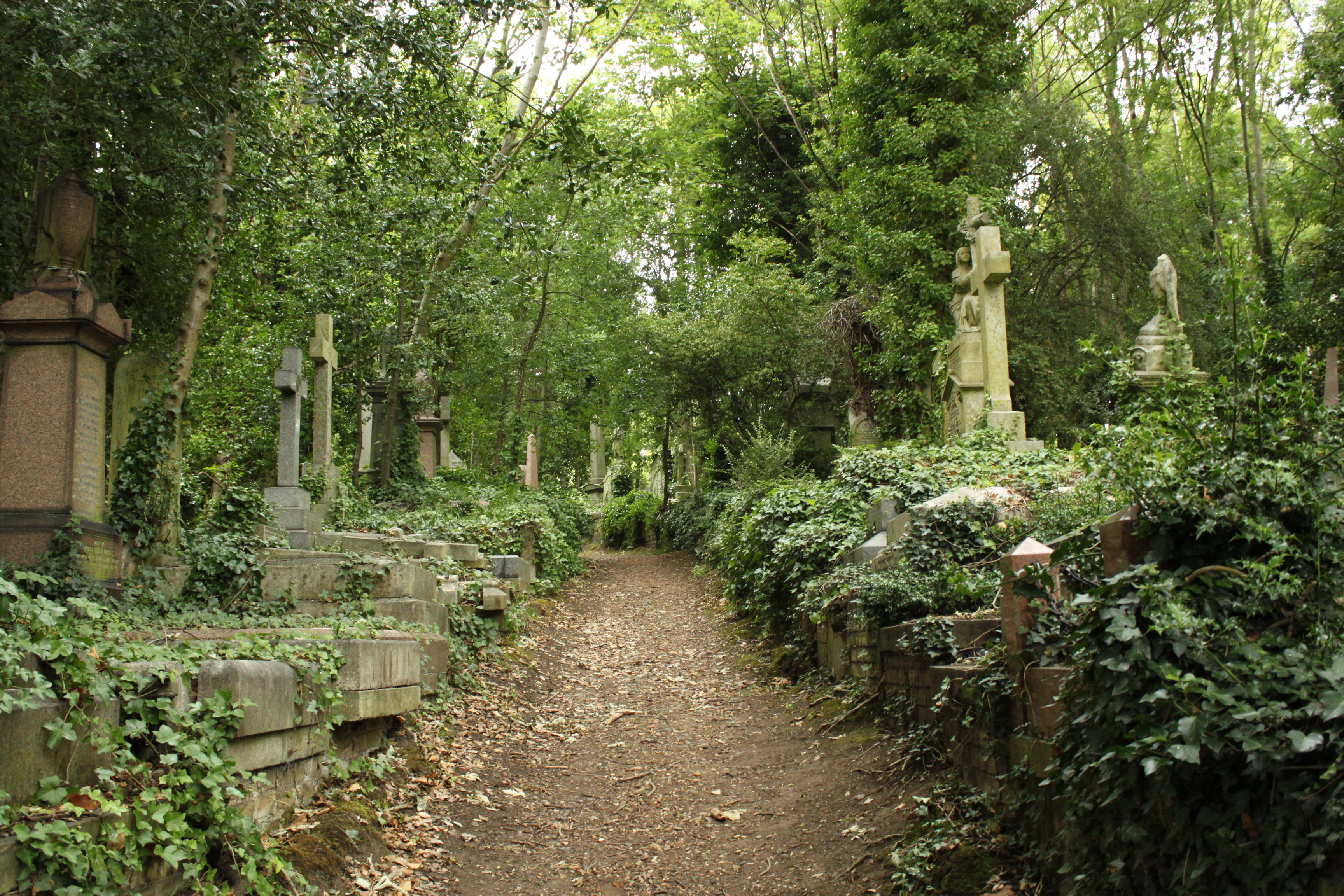
Хайгейтское кладбище

В Лондоне расположено около 170 кладбищ, которые находятся в муниципальной и частной собственности. Большинство из них были основаны в XIX веке. Крупнейшим местом захоронения является муниципальное кладбище лондонского Сити, расположенное на северо-востоке города. В 2008 году 75 % умерших были кремированы.
Общественные кладбища за городской чертой возникли в первой половине XIX века, когда население Лондона росло быстрыми темпами, и на церковных кладбищах стало не хватать мест для новых захоронений. В 1832 году было открыто кладбище Кенсал-Грин, в течение последующих девяти лет появились кладбища Вест Норвуд, Хайгейт, Эбни-парк, Нанхэд, Бромптон и Тауэр-Хамлетс. Впоследствии они стали называться «Магической семёркой». Новые кладбища создавались по образцу ландшафтного кладбища Пер-Лашез в Париже. Самое знаменитое кладбище Лондона — Хайгейтское, со временем заросло дикой растительностью. На нём похоронены Карл Маркс и другие известные люди. Надгробия в виде крестов и плит чередуются со скульптурами, колоннами и обелисками Викторианской эпохи. Здесь находятся Египетская авеню и Ливанский круг со склепами. На некоторых кладбищах сохранились многочисленные катакомбы.
Вестминстерское аббатство служит одной из усыпальниц английских королей. В соборе Святого Павла погребены выдающиеся граждане Великобритании.

## Известные уроженцы
Родившиеся в Лондоне

### Комментарии
1. ↑  К вопросу о времени основания Люнденвика см.: Earliest Londoners Arrived Earlier, Had Wealth (англ.). Discovery (6 июня 2008). Дата обращения: 5 октября 2012. Архивировано из оригинала 14 октября 2012 года.
2. ↑  Классификация этнических групп приведена Национальной статистической службой Великобритании (ONS).